# Palais Altemps

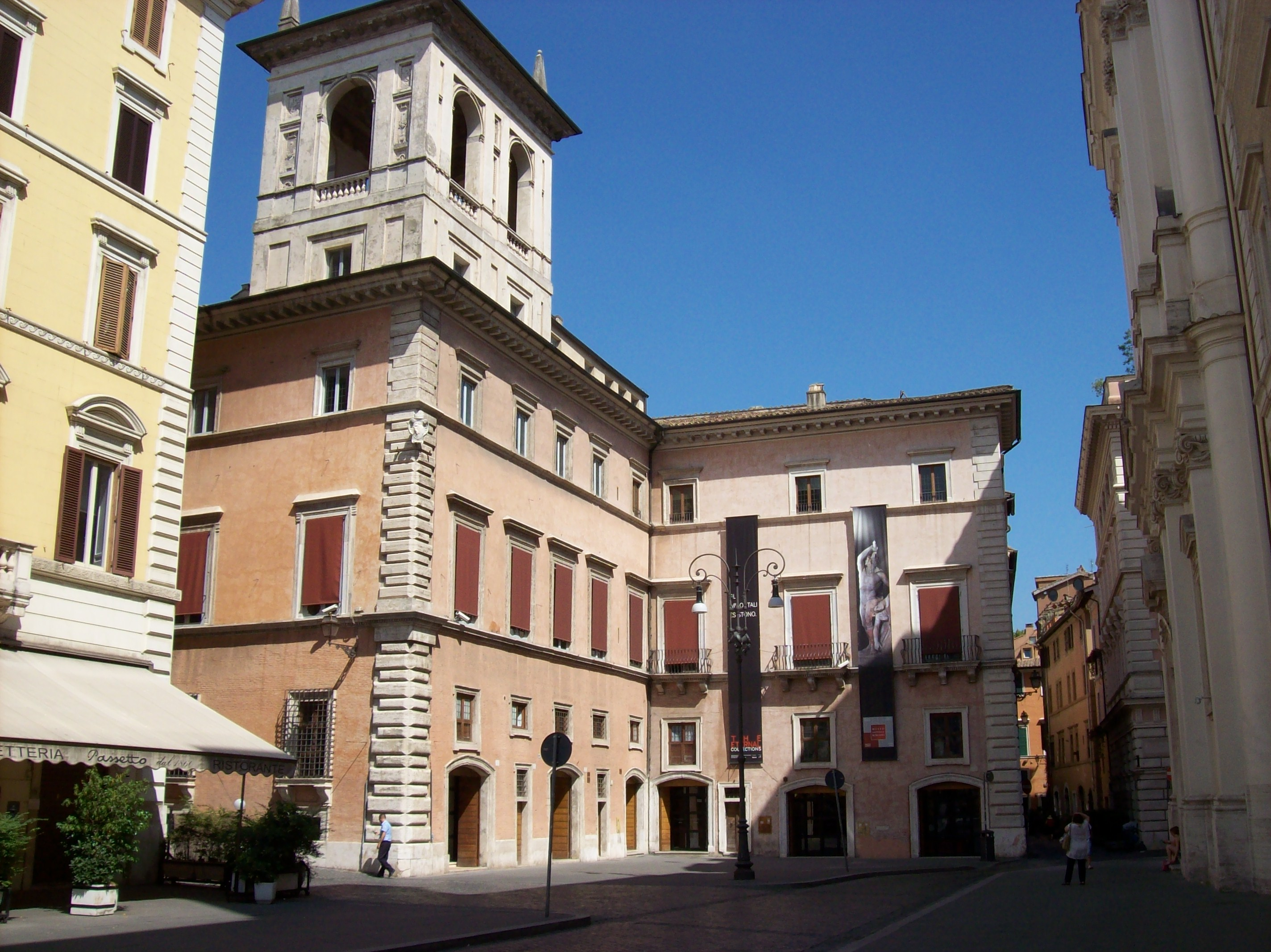
Palais Altemps

Le palais Altemps (en italien : palazzo Altemps) est un bâtiment historique situé au Champ de Mars, à Rome, dans le quartier de Ponte, au n°44 de la place Saint-Apollinaire, au nord de la place Navone. 
Le palais Altemps est aujourd'hui consacré à la conservation et à l'exposition de sculptures antiques. Il est l'un des quatre établissements constituant le Musée national romain.

## Histoire

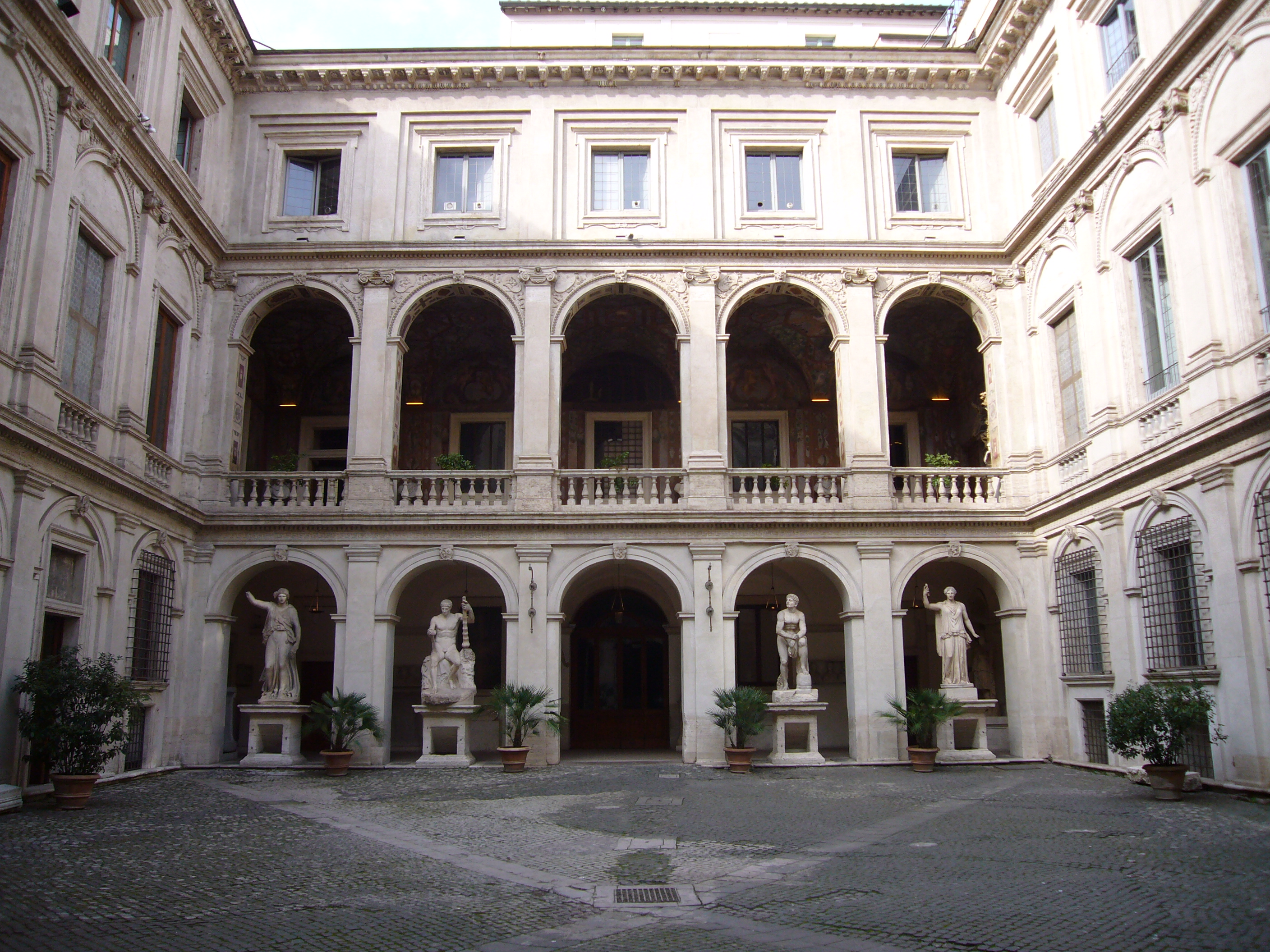
Cortile du palais Altemps.

Le palais fut construit vers 1480, pour Girolamo Riario, un neveu du pape Sixte IV, par un architecte aujourd'hui inconnu. À la fin du pontificat de Sixte IV, en 1484, le palais fut pillé et resta longtemps inhabité. Au début du XVIe siècle, le cardinal Francesco Soderini, originaire de Volterra, emménagea dans le bâtiment. Polidoro da Caravaggio et Maturino Fiorentino firent pour lui la peinture de la façade.
En 1568, il devint la propriété du cardinal Mark Sittich von Hohenems, qui italianisa son propre nom en « Altemps », et le légua au palais lui-même. Hohenems fit agrandir le palais par Martino Longhi l'Ancien, qui fit du palais Altemps une des plus belles demeures de Rome. C'est à son fils, Onorio Longhi, que l'on doit le dessin de la façade.
De 1725 à 1732, le cardinal Melchior de Polignac résida dans le palais. 
Au XIXe siècle, il devint le siège de l'Académie des Lyncéens. Puis le pape Léon XIII en fit le séminaire espagnol.

## Utilisation moderne
En 1982, le palais Altemps, alors dans un état lamentable et qui menaçait ruine, devient la propriété du ministère de la culture italienne. Après une longue période de restauration, le bâtiment est depuis son ouverture en 1997 dévolu à la conservation et à l'exposition d'une partie des collections du Musée national romain. On peut y voir, entre autres, des œuvres antiques des collections Ludovisi et Hohenems. 

## Architecture
La façade est décorée de quatre obélisques et du symbole héraldique de la famille Altemps, un bouquetin. La tour d'angle servant de belvédère, l'Altana, est sans doute la première du genre. Elle deviendra par la suite un élément incontournable de tout palais patricien. L'élégante cour intérieure, le cortile, a été ajoutée au XVIe siècle dans le style Renaissance. La loggia couverte de fresques du 1er étage est particulièrement remarquable. La petite chapelle privée Saint-Anicet quant à elle est richement décorée en style baroque. Elle a été construite en 1617 pour recueillir les reliques du pape Anicet, que le cardinal Hohenems reçut en cadeau du pape Clément VIII. Anicet est donc le seul pape à reposer dans une maison privée. Dans tout le palais les murs et les plafonds sont décorés et illustrent les phases de l'évolution artistique, de la Renaissance au baroque.

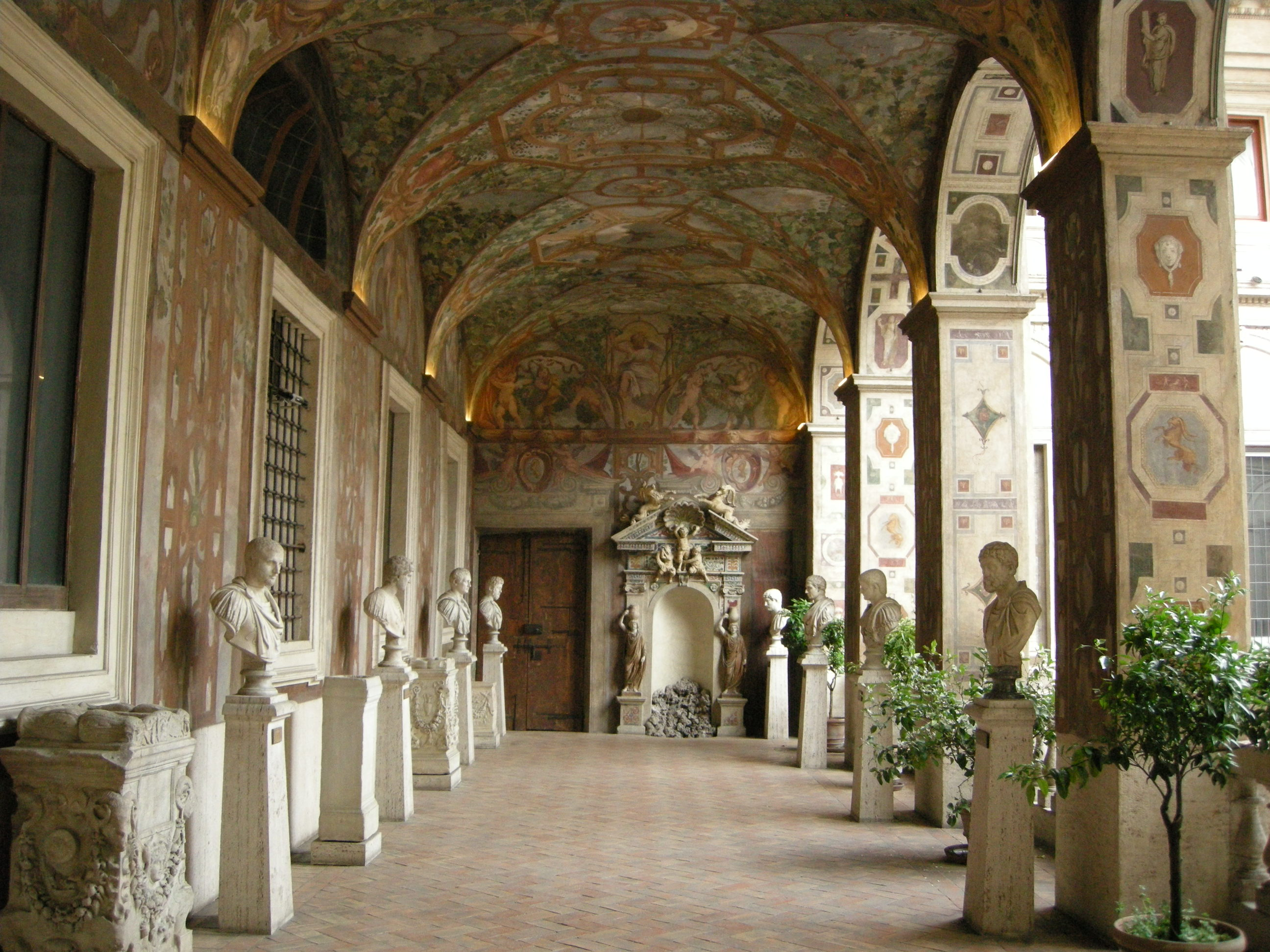
Loggia à fresques
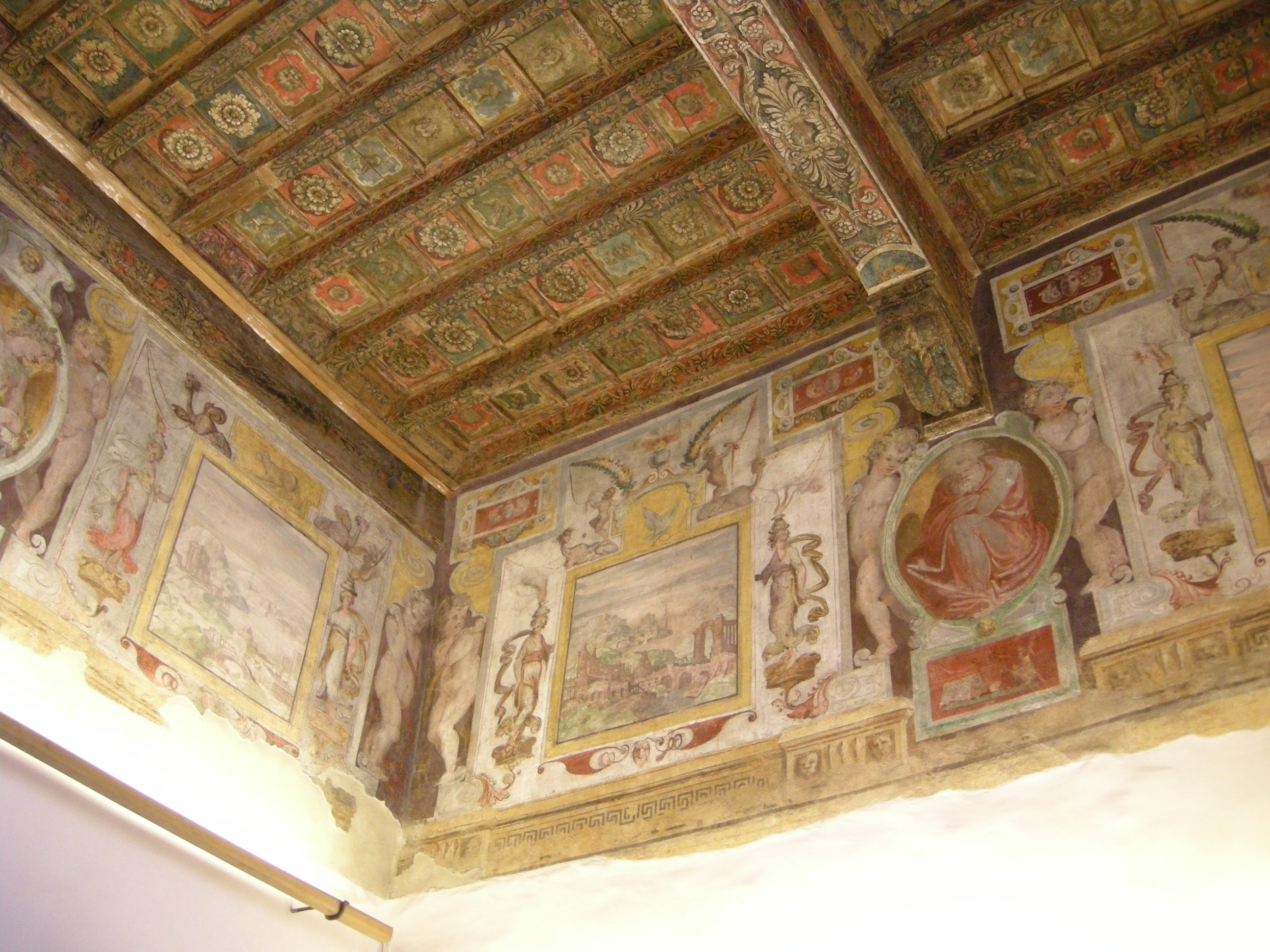
Fresques et plafond
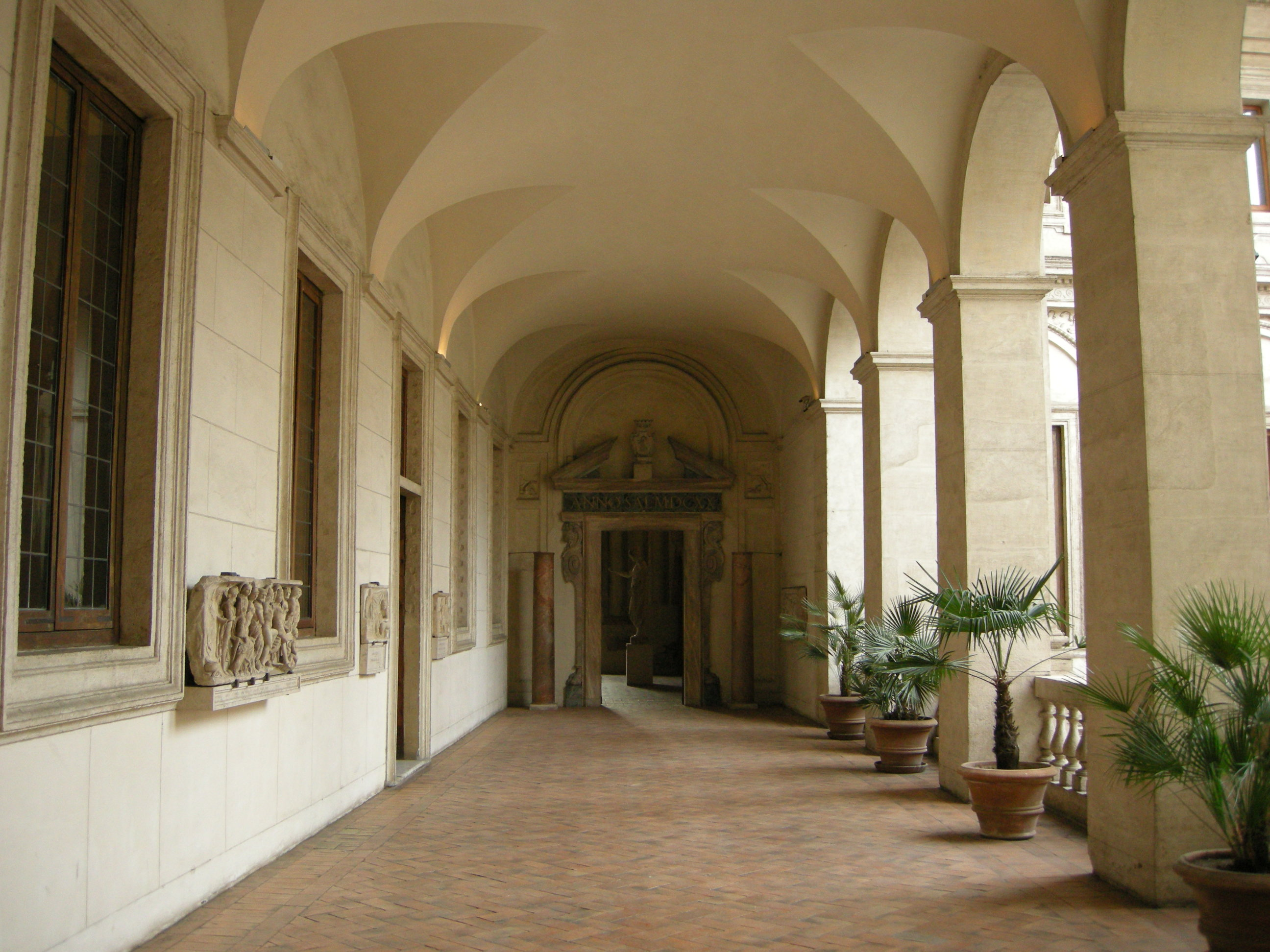
Cour
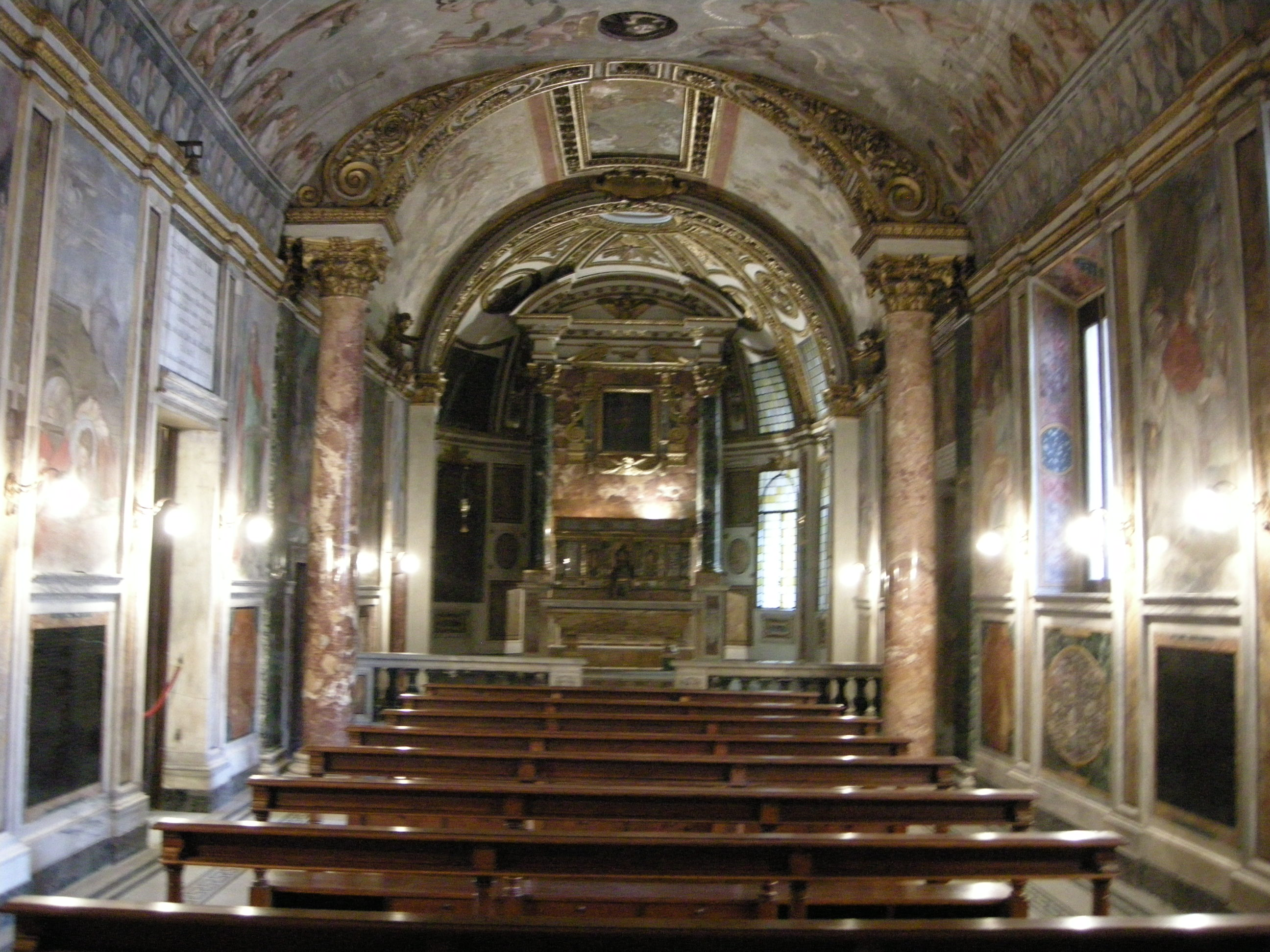
La chapelle privée Saint-Anicet, abritant les reliques du pape Anicet
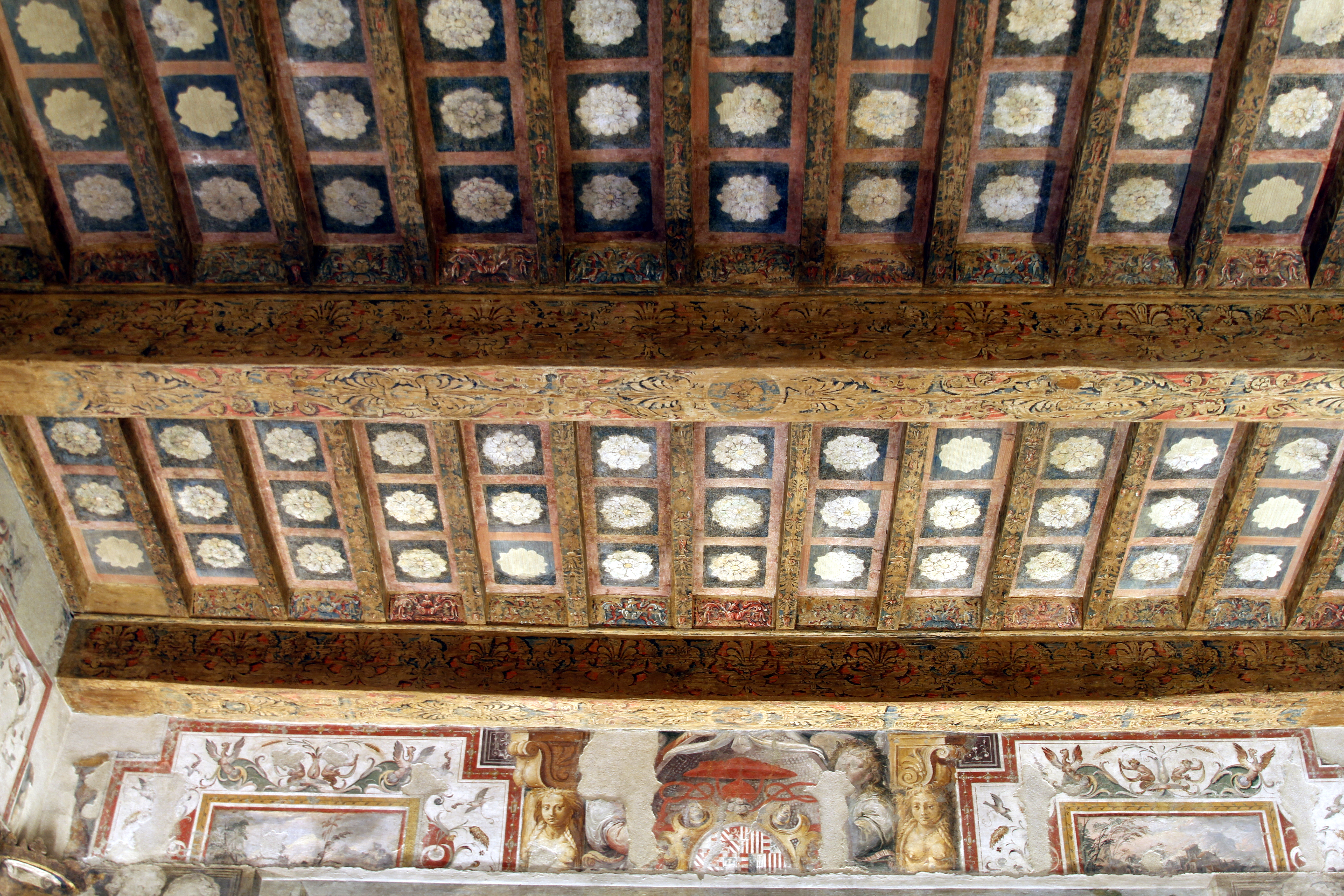
Plafond
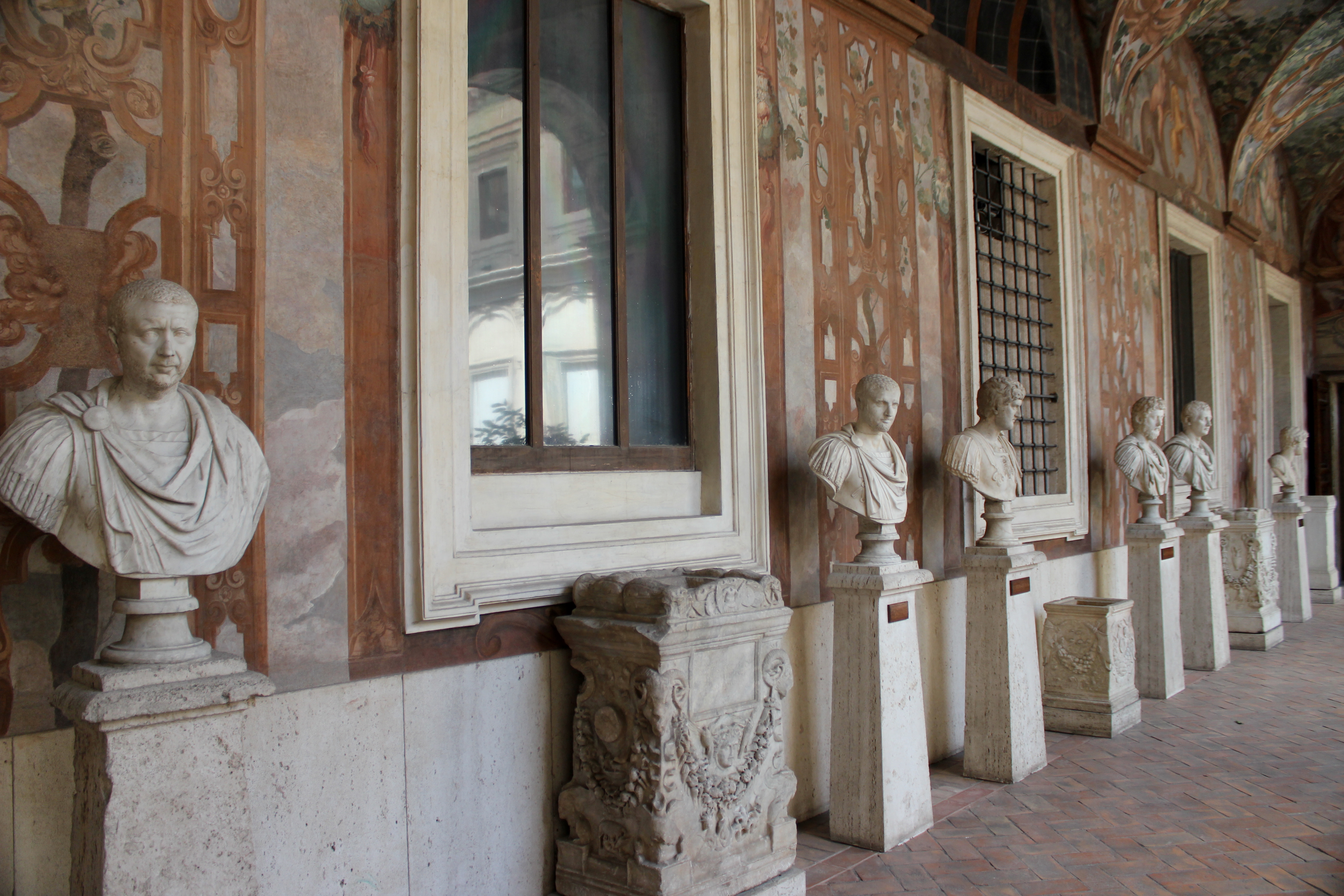
Bustes de la loggia

## Collection
La collection du musée comprend des chefs-d'œuvre de différentes collections romaines, notamment de la collection Boncompagni - Ludovisi, réservée pendant des années aux seuls spécialistes, ou encore la collection Mattei de la villa Celimontana. Il s'agissait au XVIIe siècle des plus importantes collections de sculptures antiques. 
Parmi les chefs-d'œuvre mondialement connus : 
- Trône Ludovisi
- Grand Sarcophage Ludovisi
- Galate se suicidant
- Arès Ludovisi
- Dionysos Ludovisi
- Junon Ludovisi
- Satyre verseur

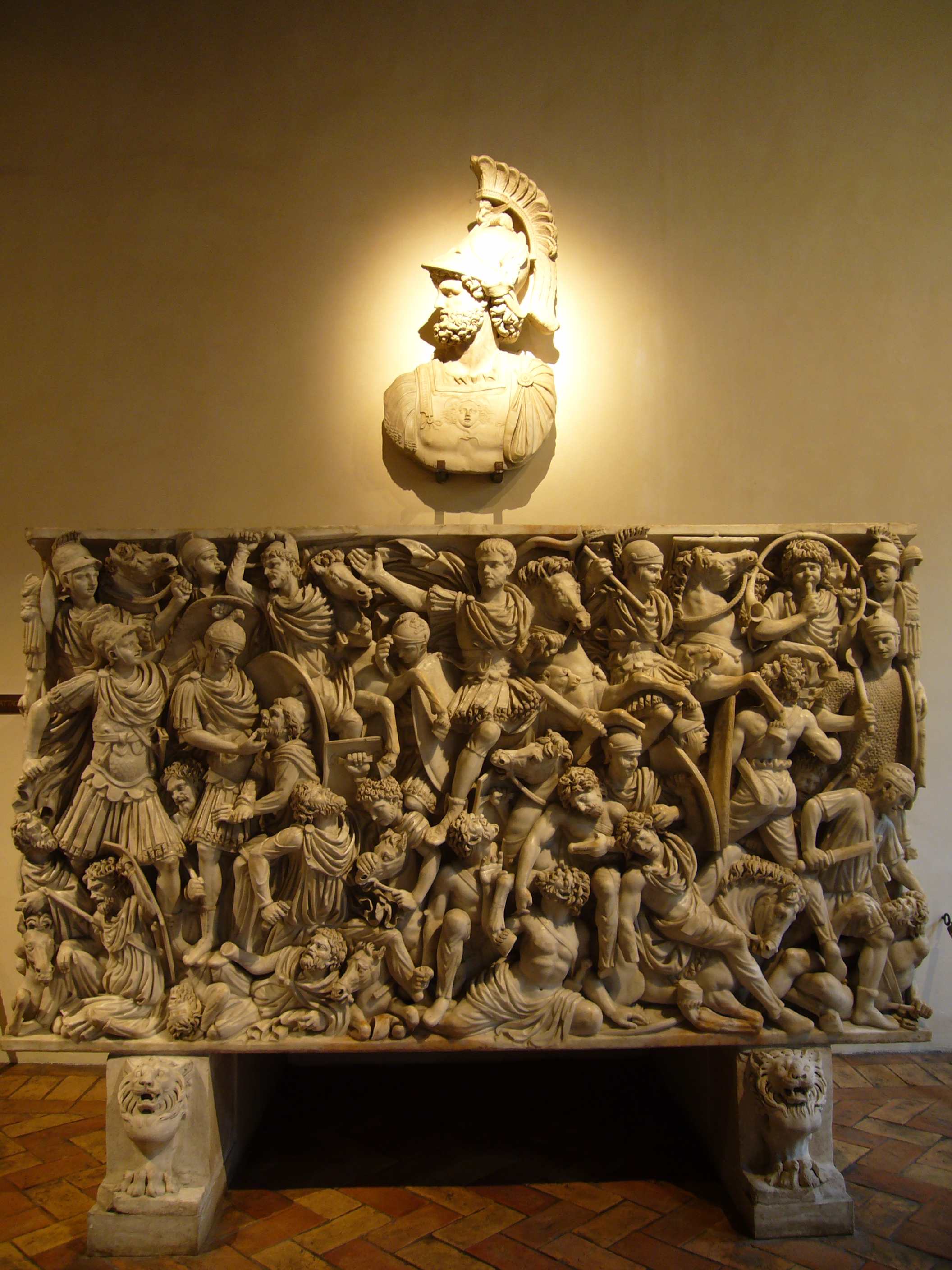
Grand sarcophage Ludovisi
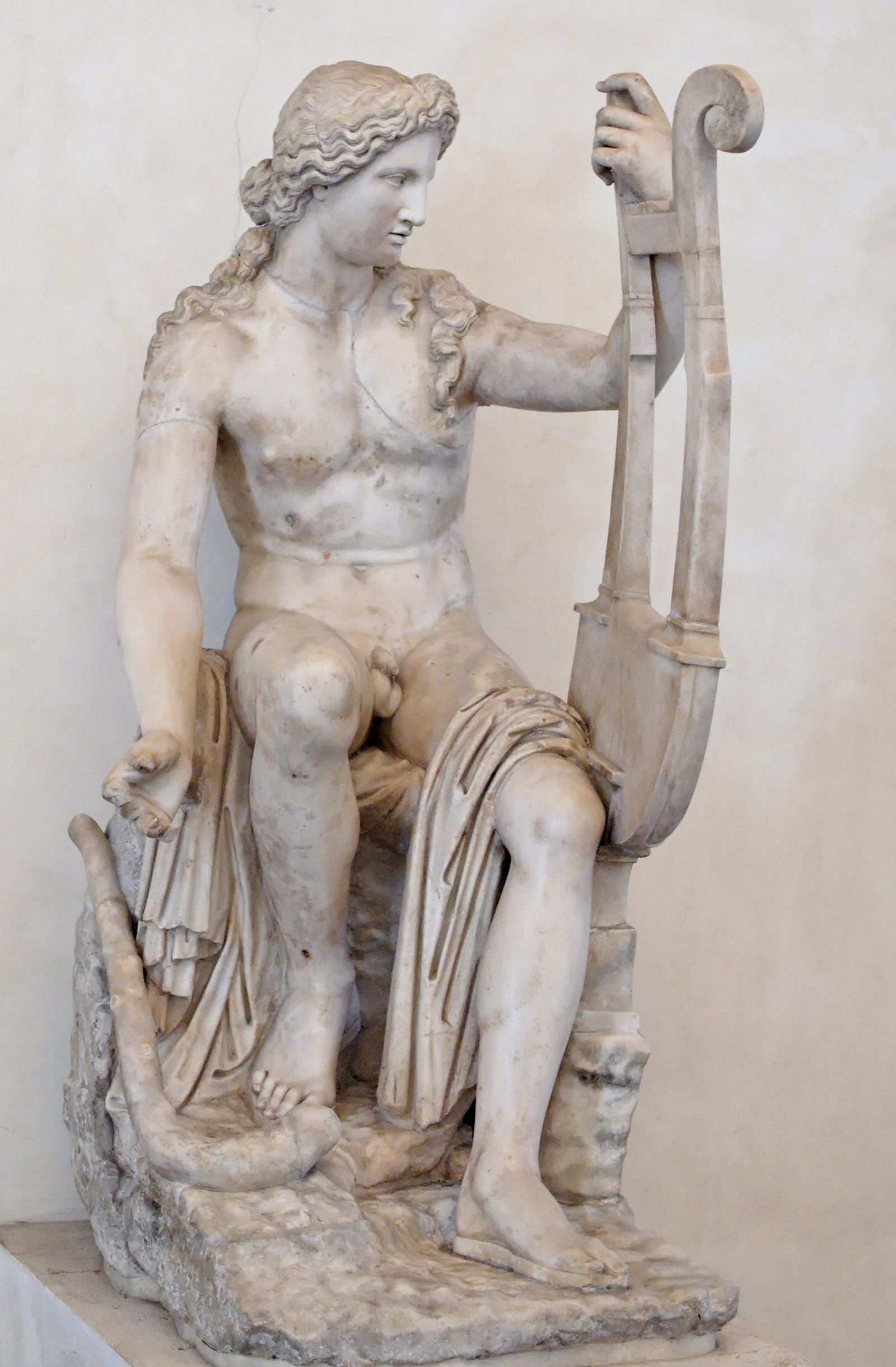
Apollon citharède
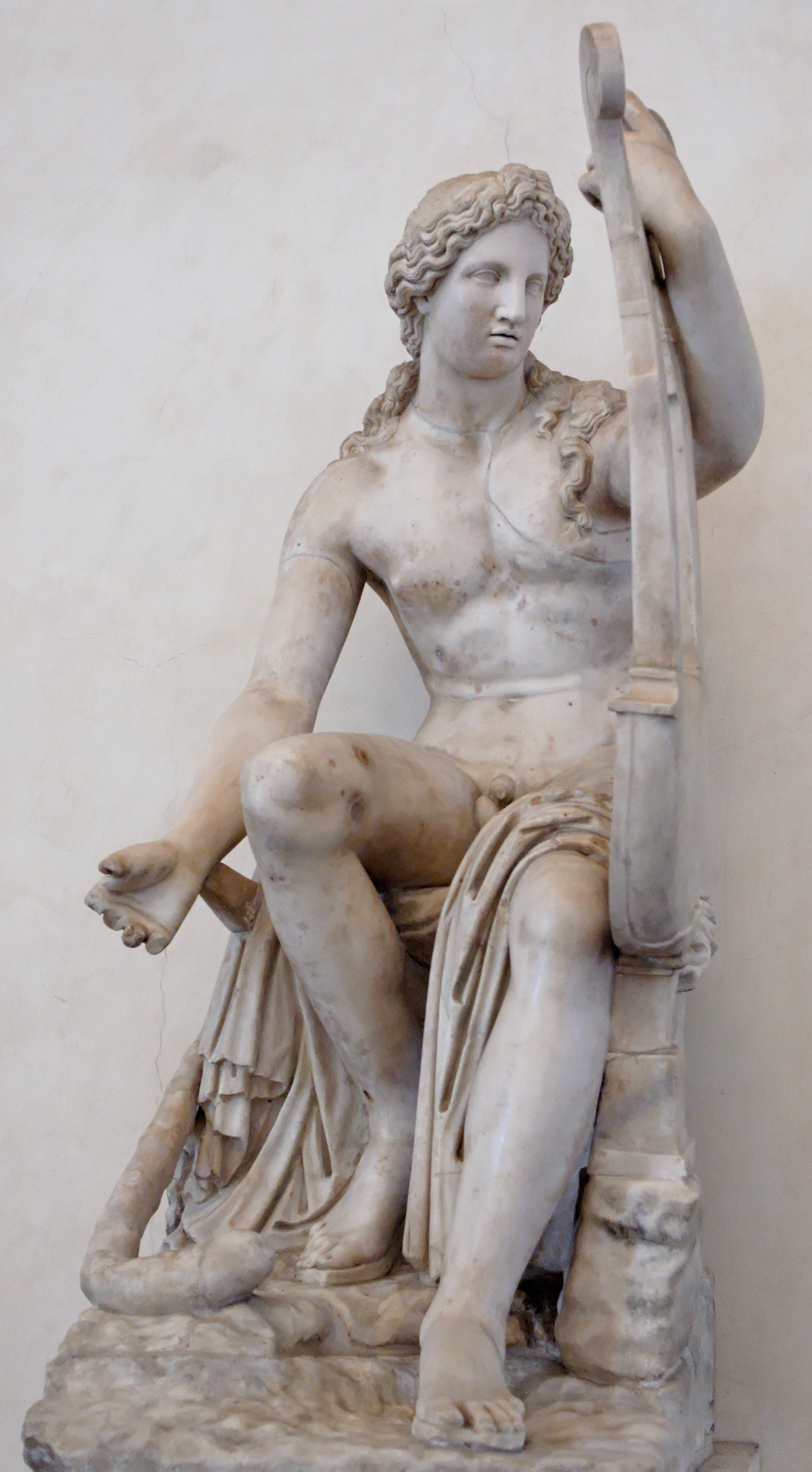
Apollon citharède
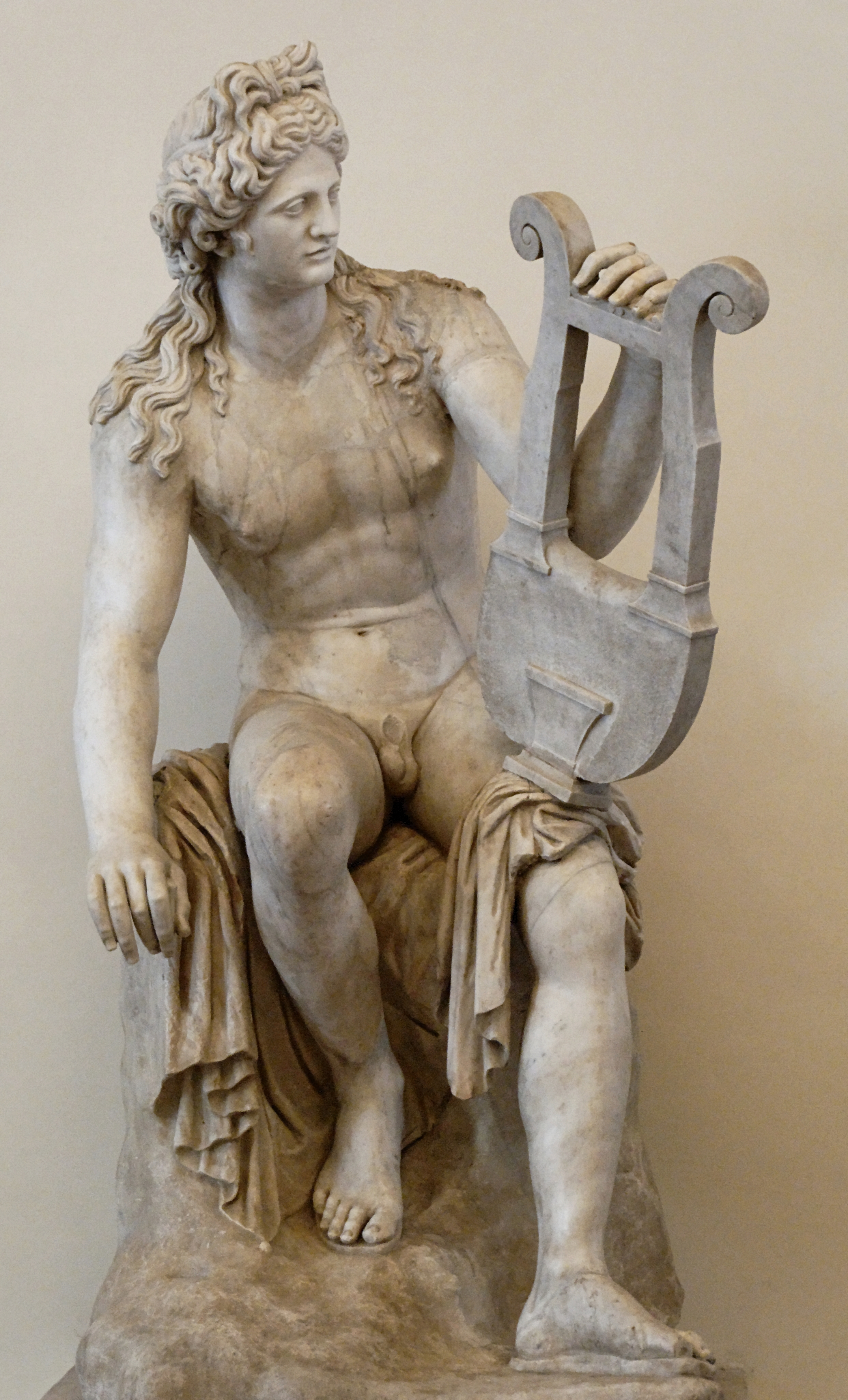
Apollon citharède
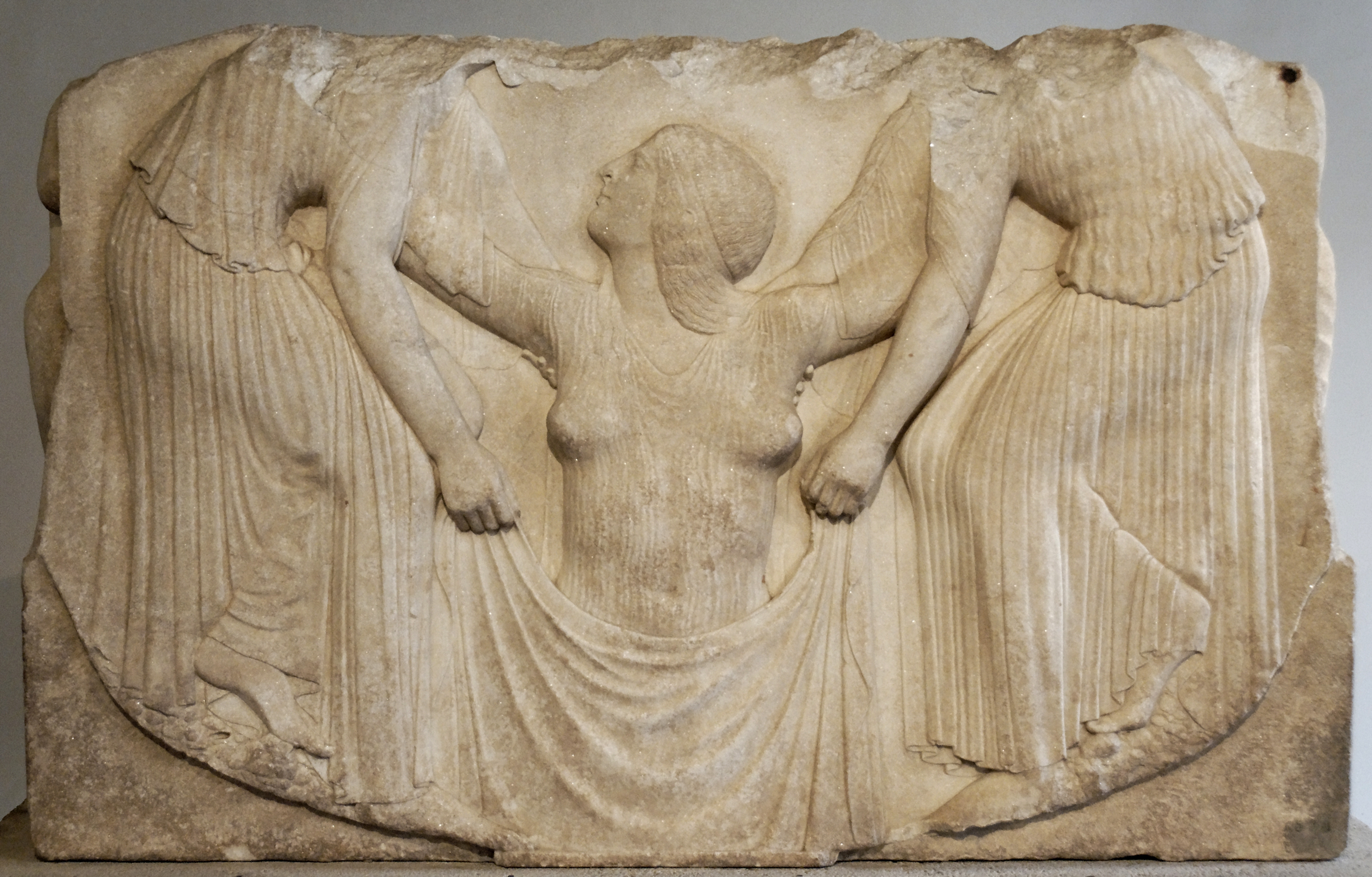
Aphrodite (trône Ludovisi)
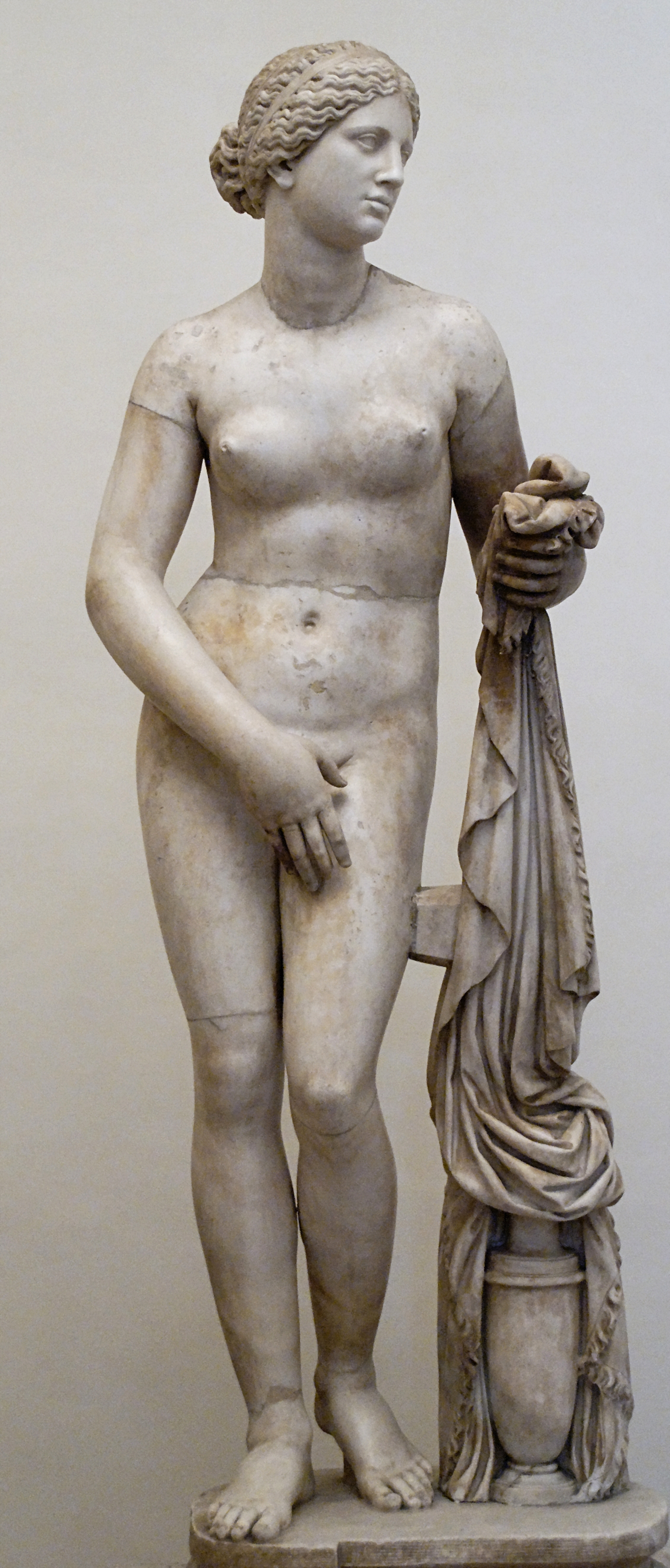
Aphrodite de Cnide
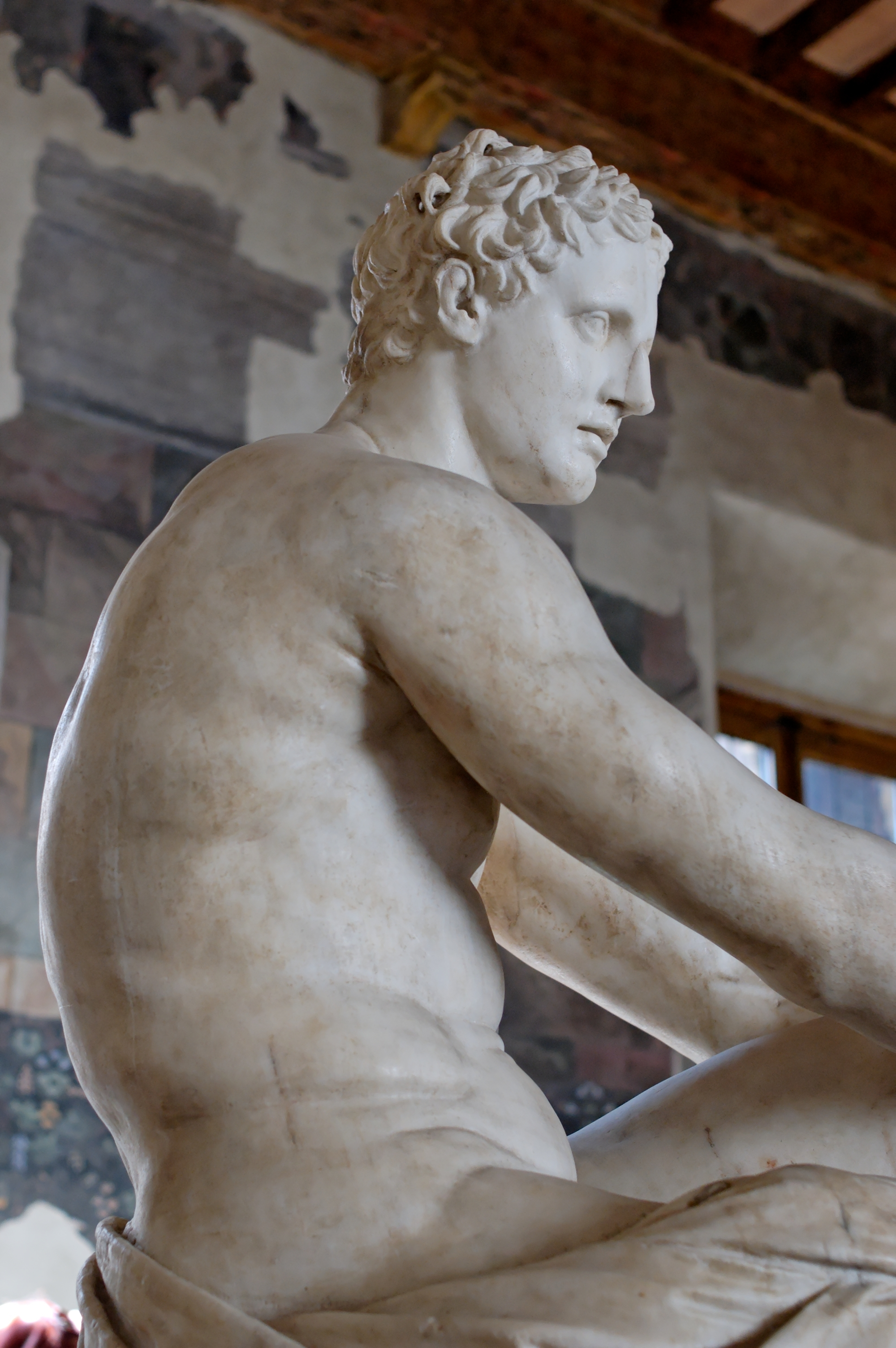
Arès Ludovisi
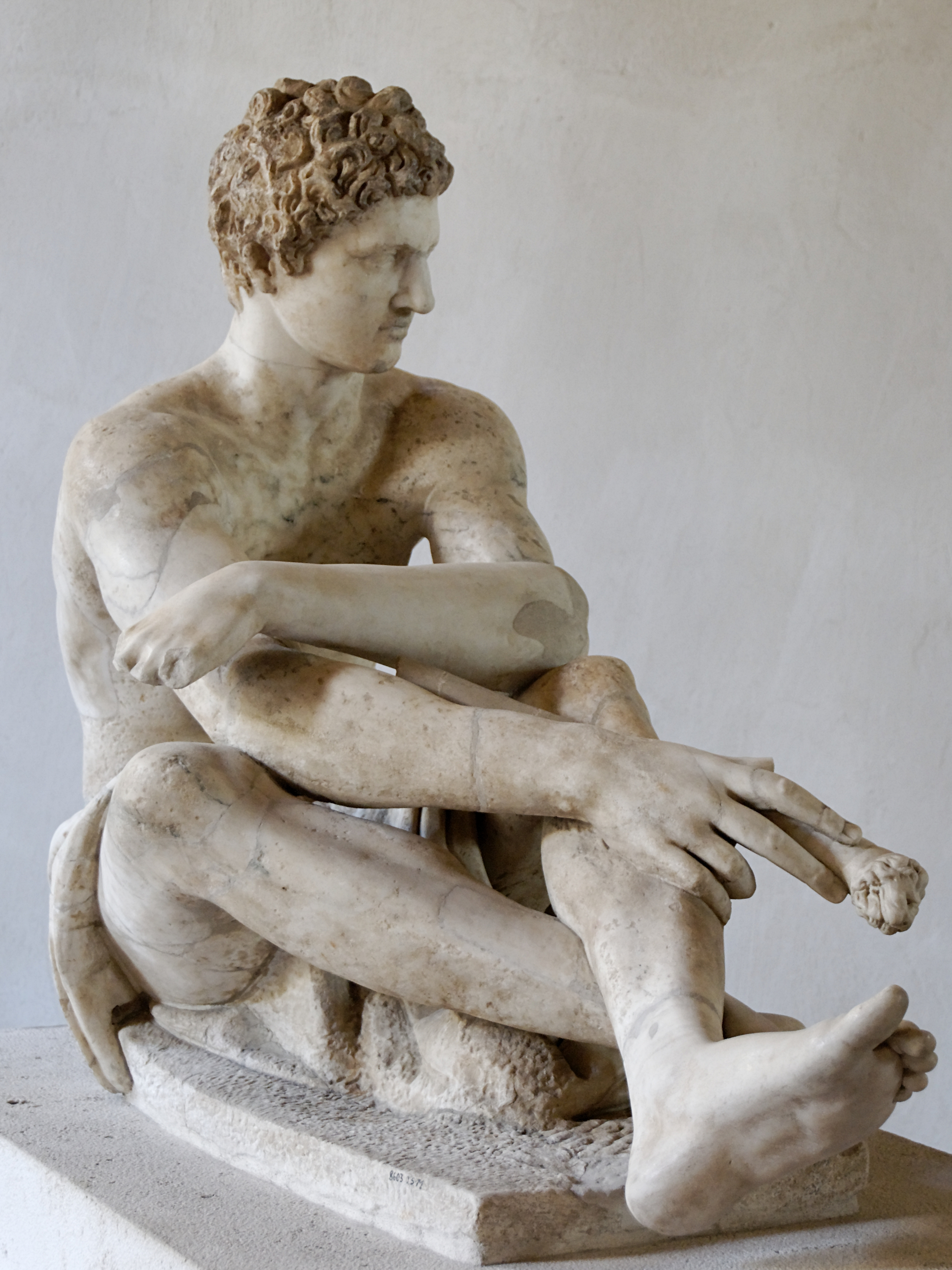
Guerrier assis
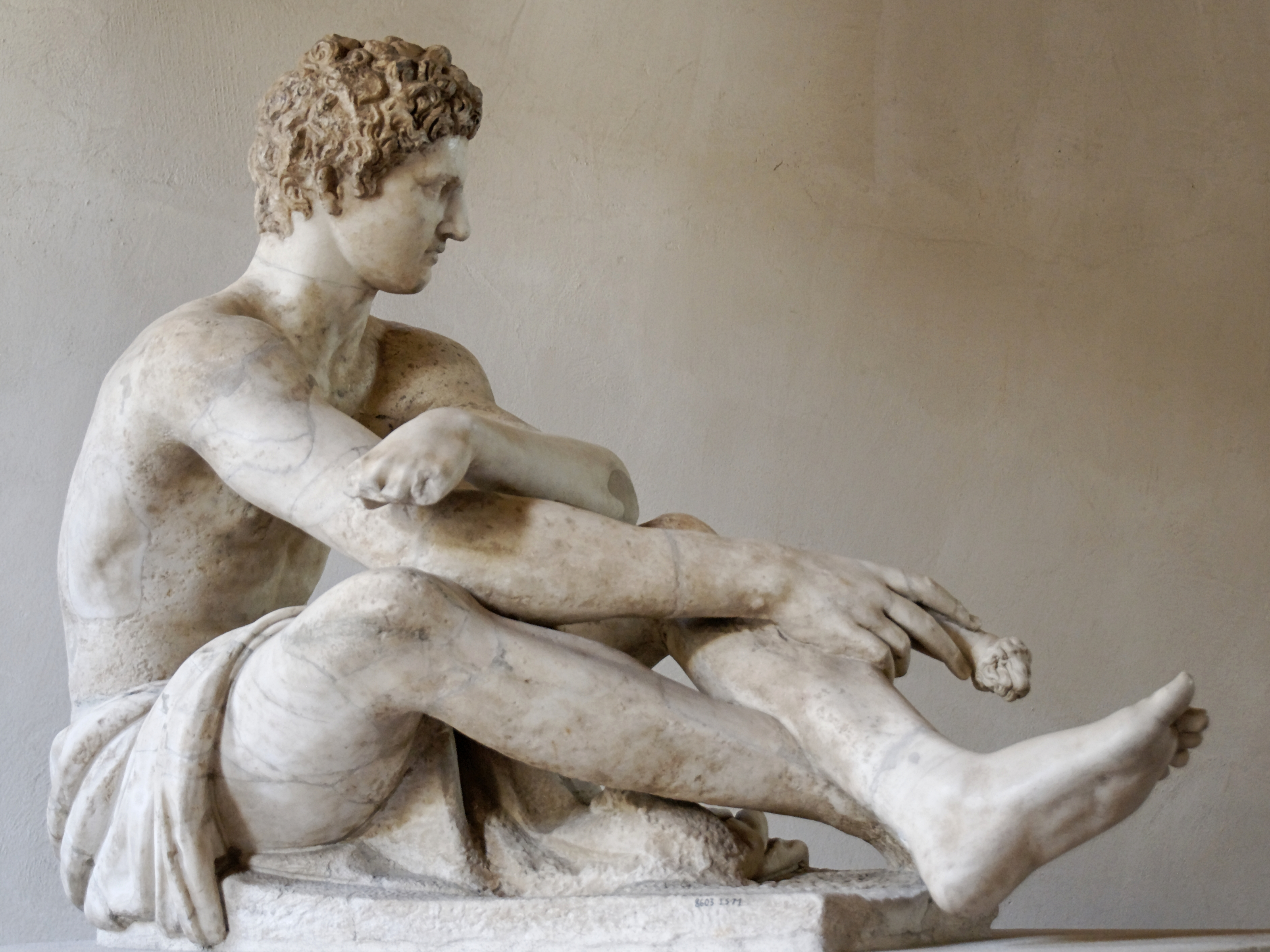
Guerrier assis
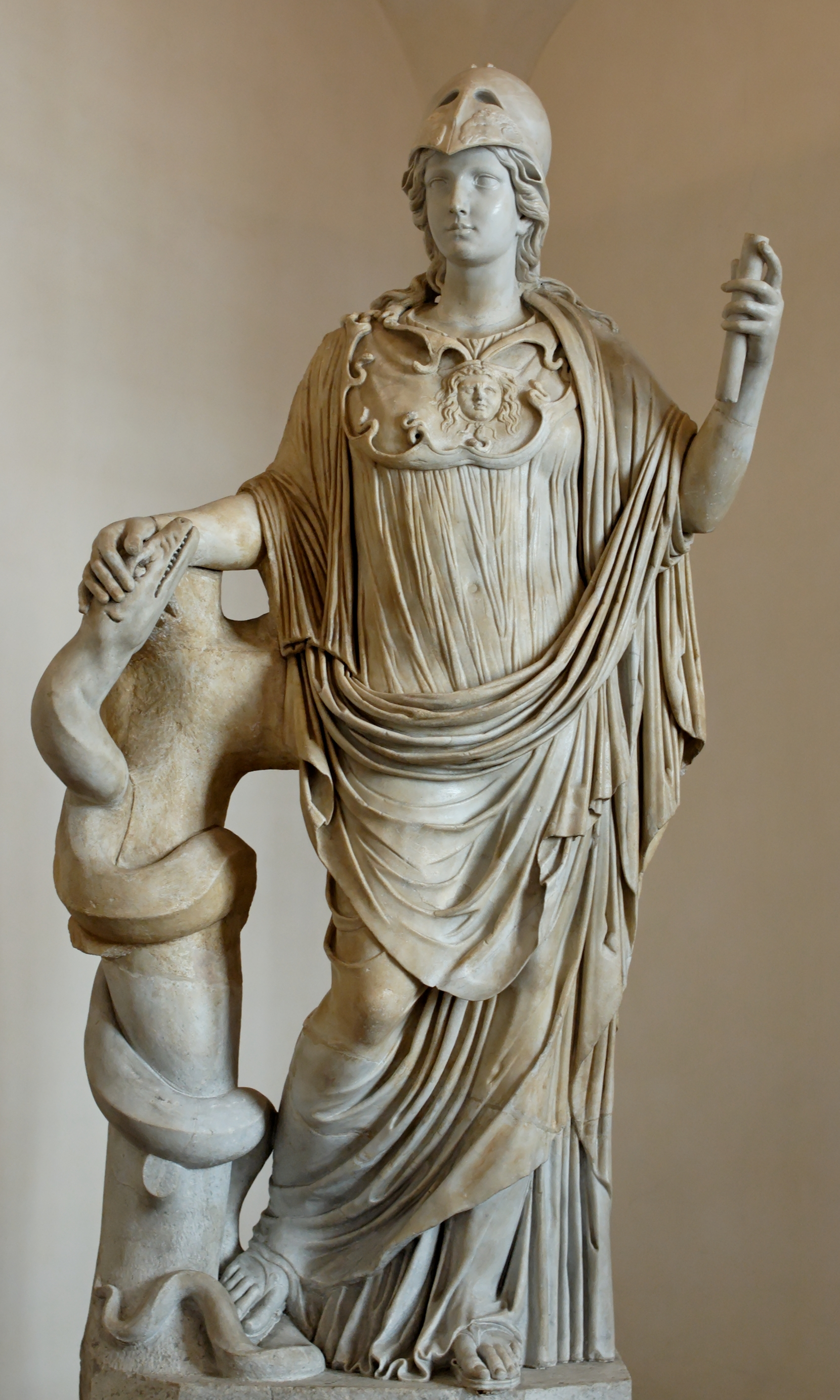
Athéna
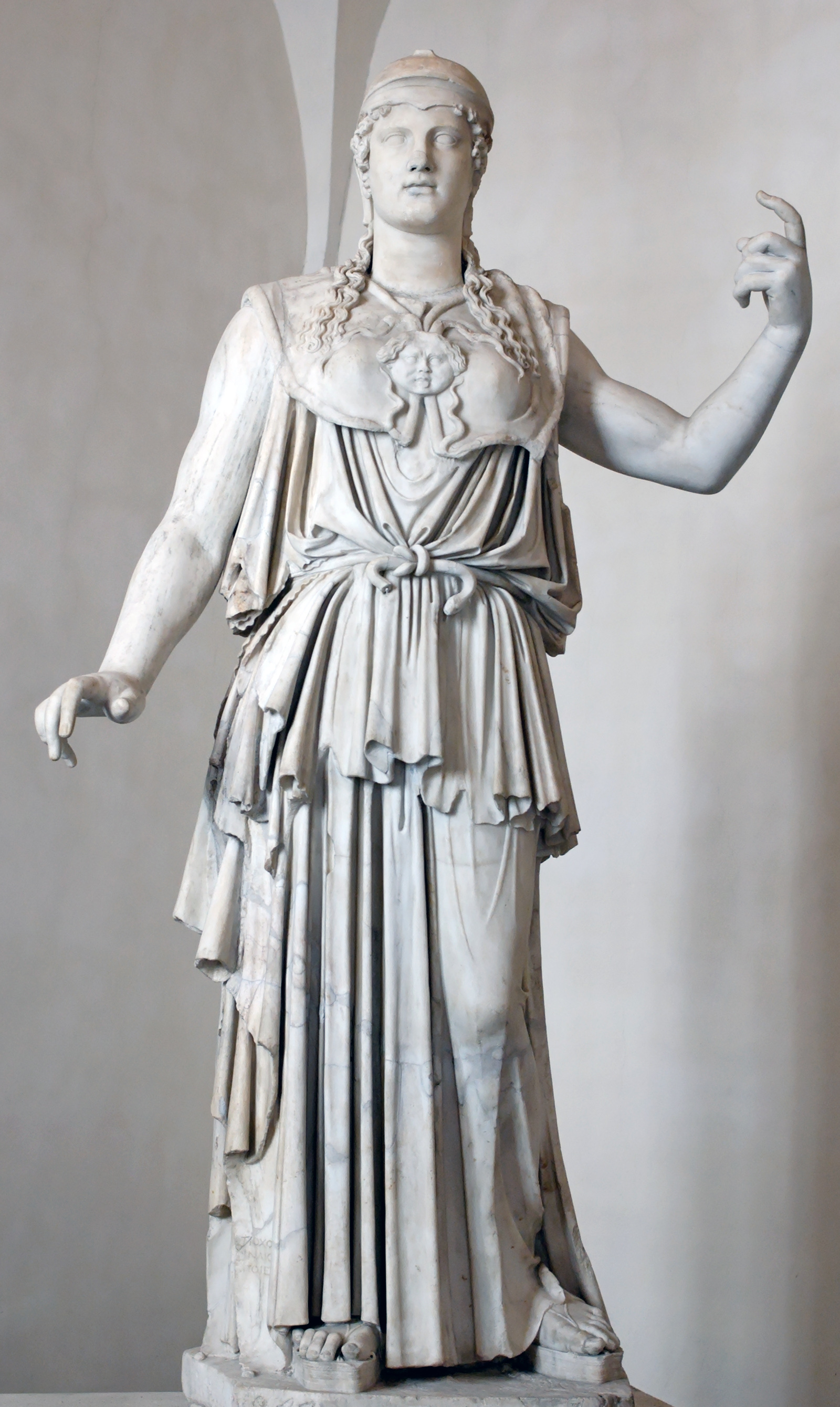
Athéna Parthénos
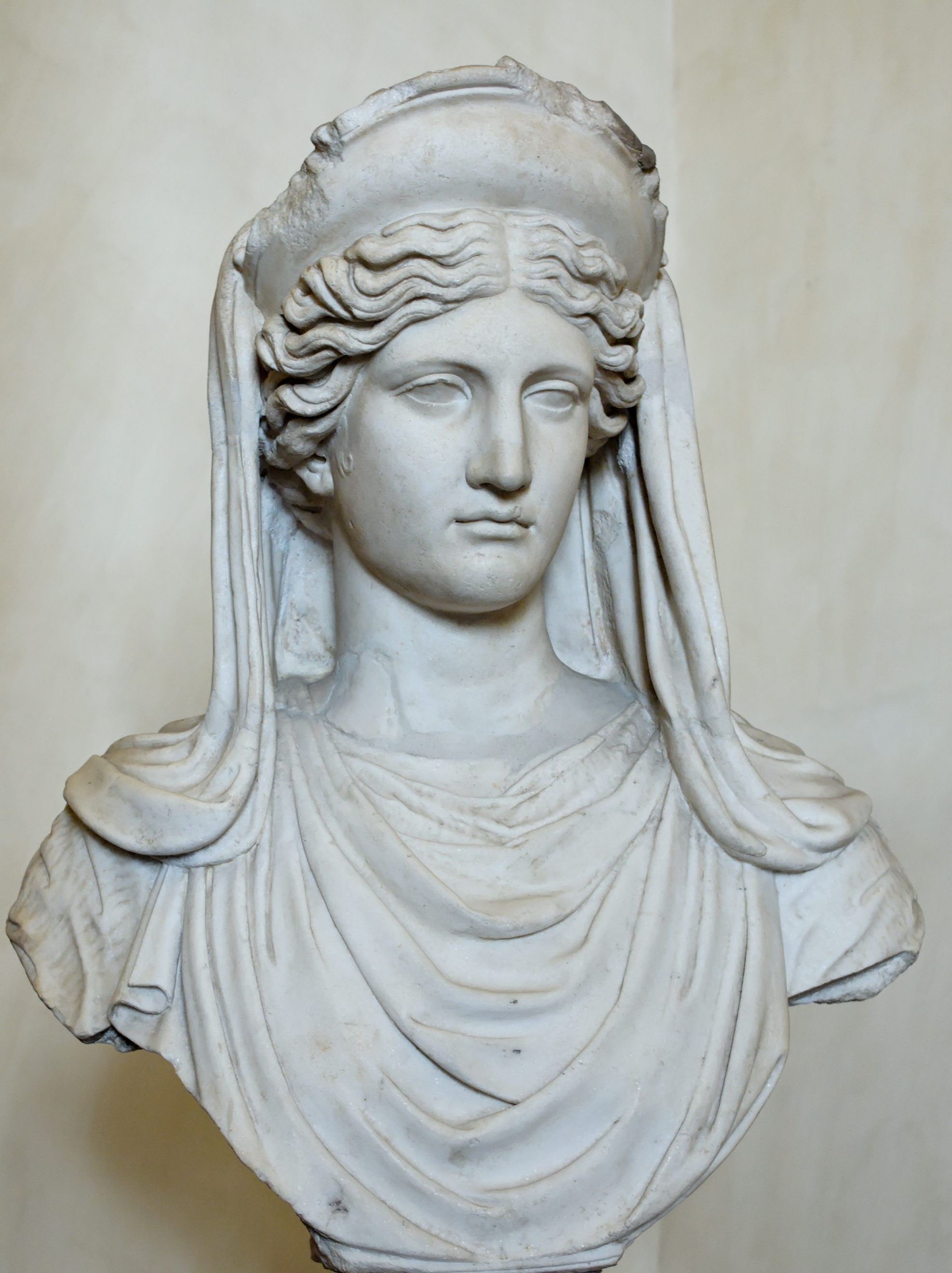
Déméter
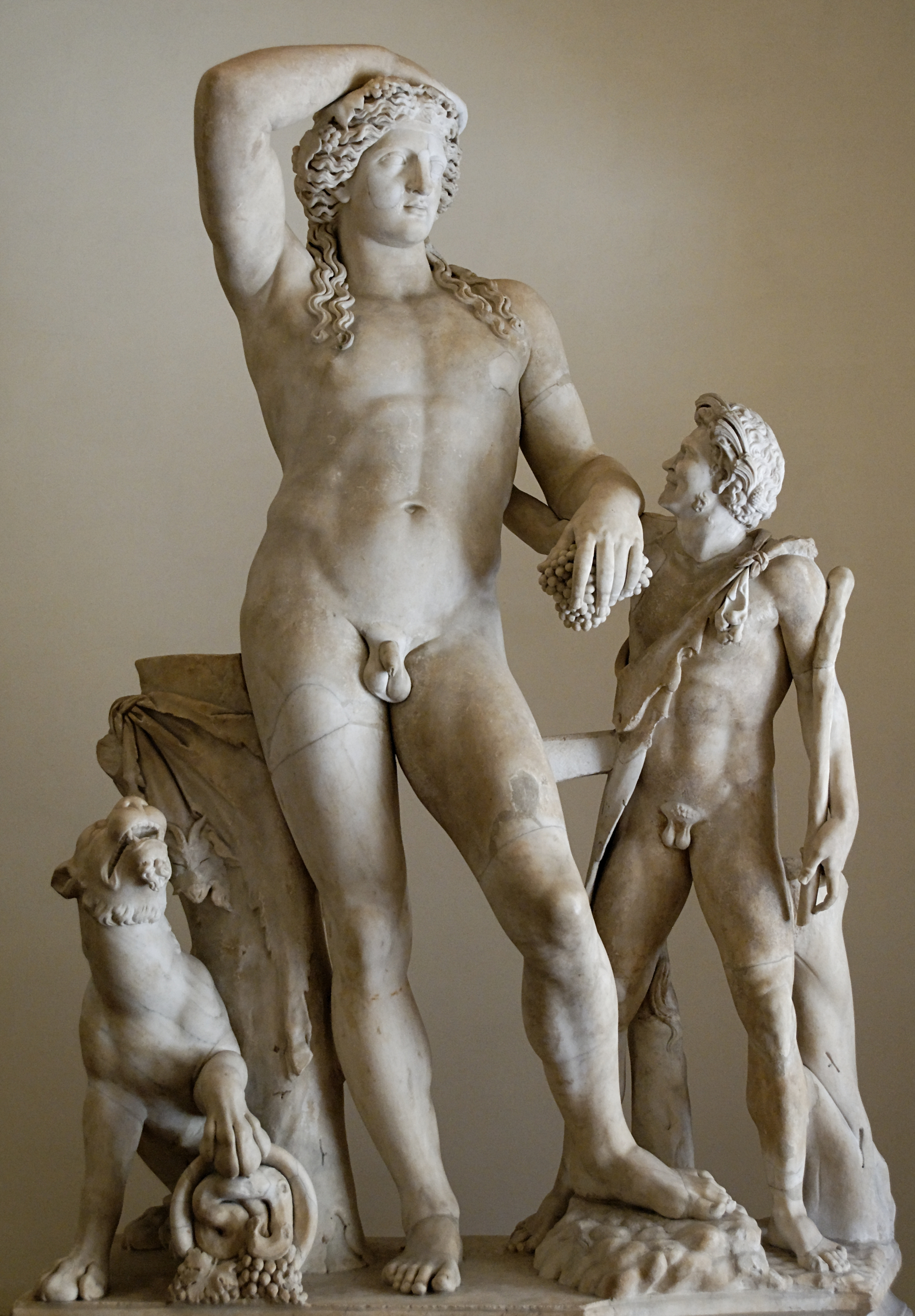
Dionysos Ludovisi
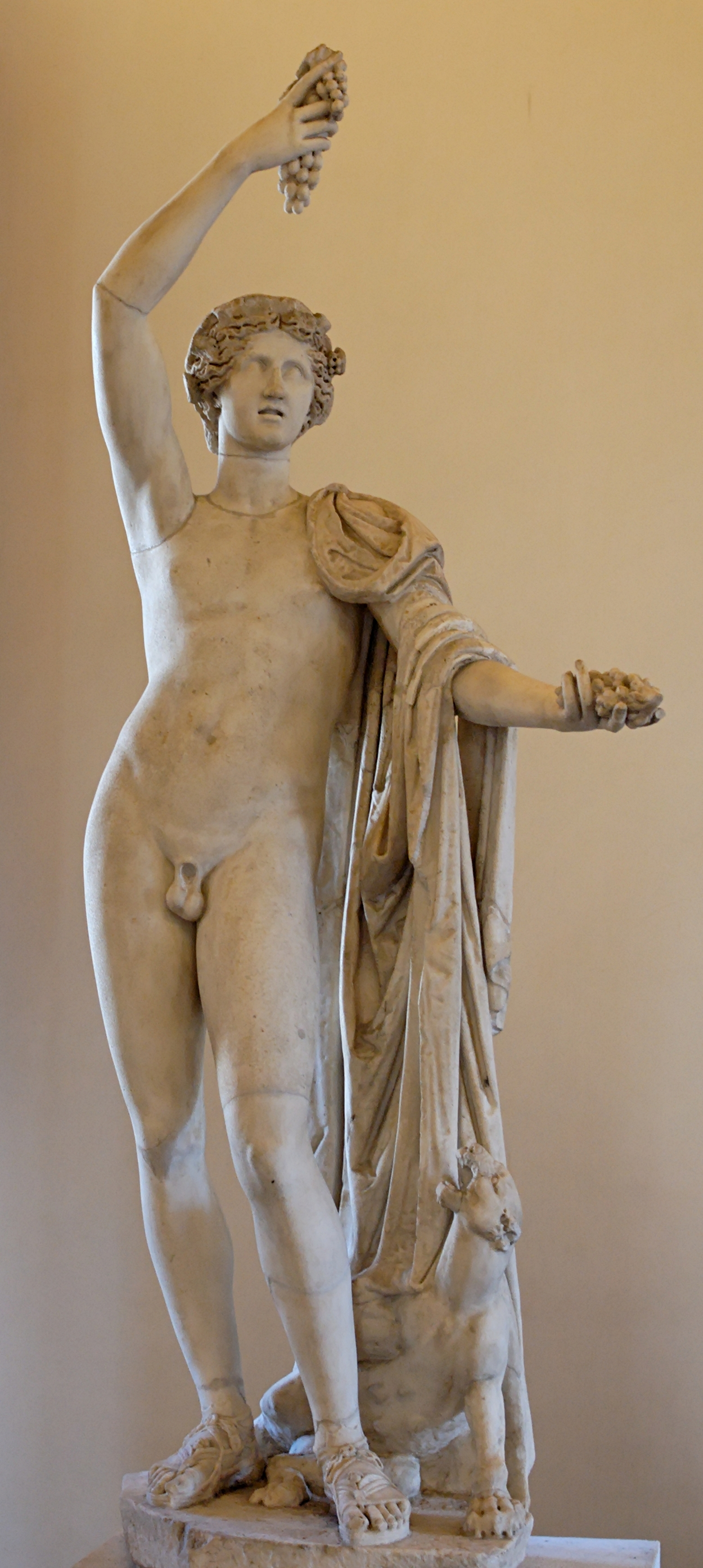
Dionysos
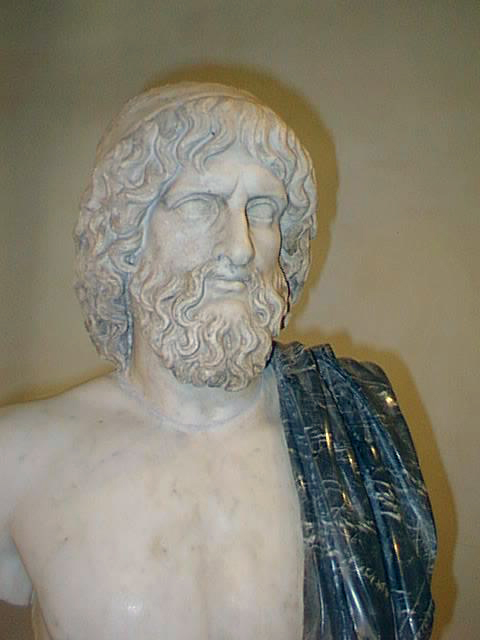
Hadès
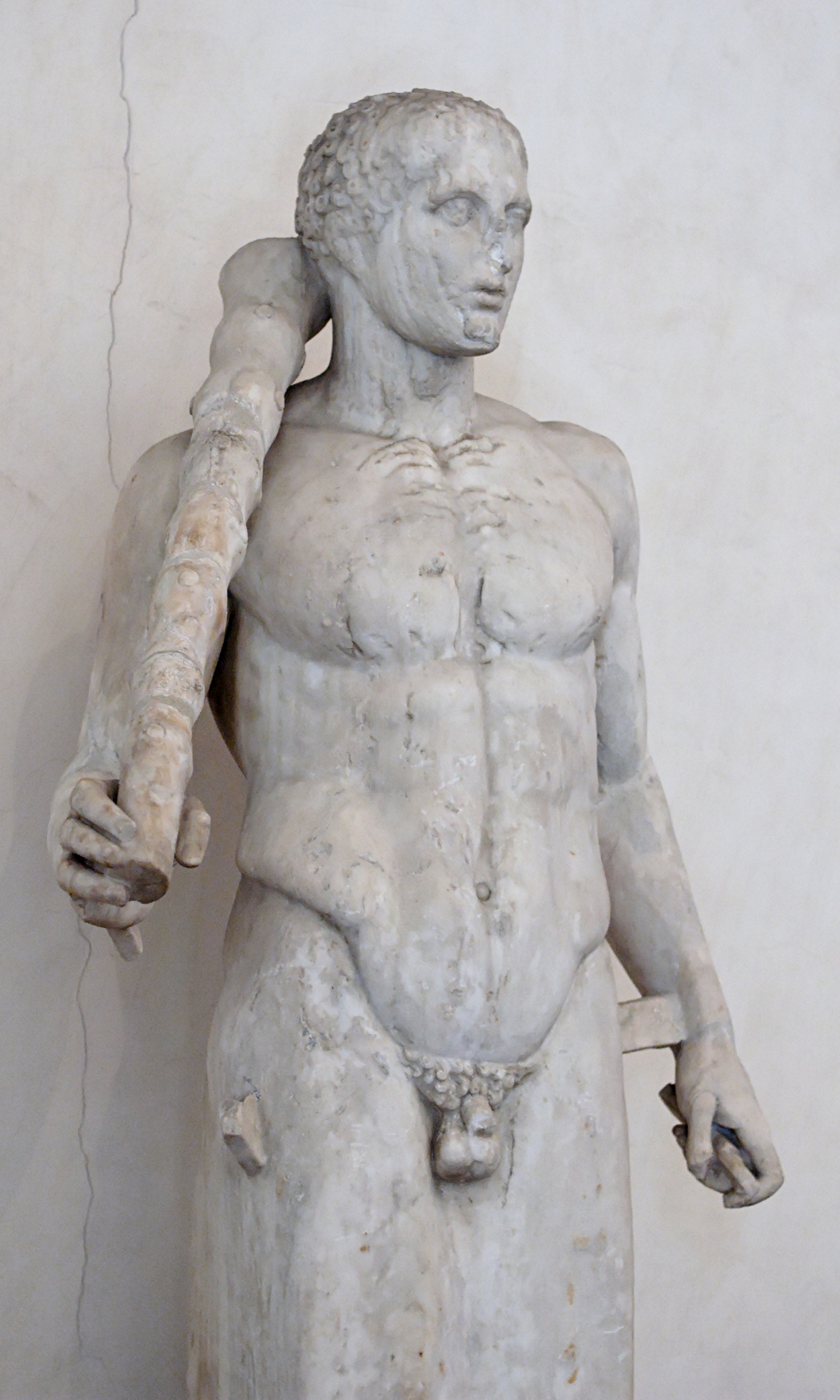
Héraclès
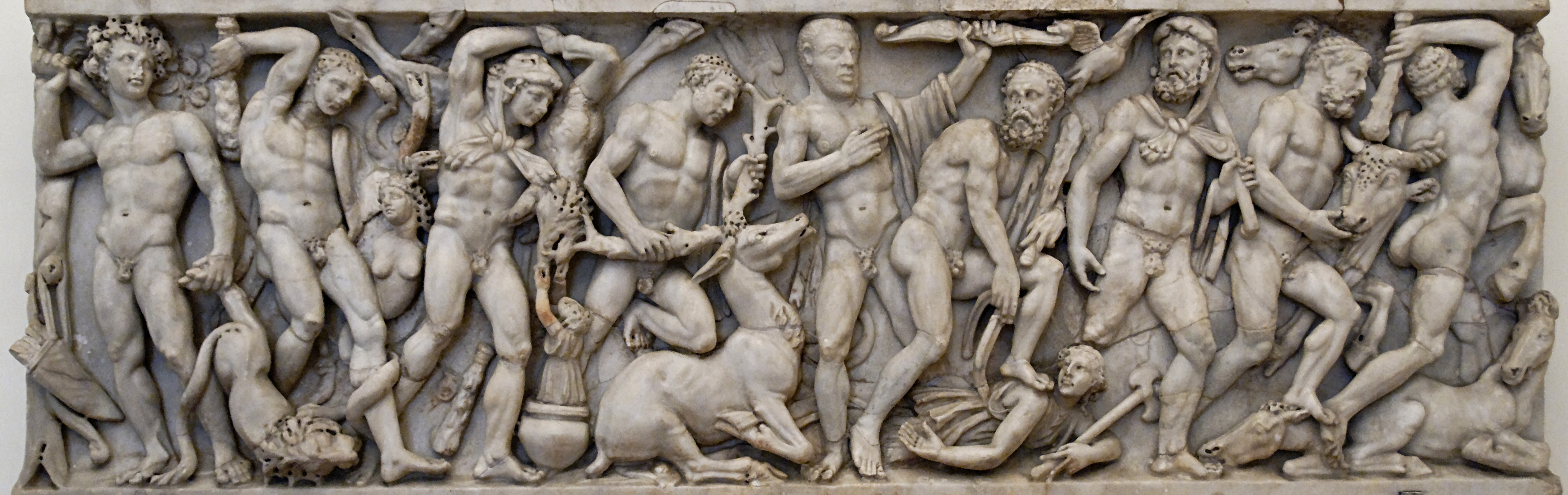
Travaux d'Hercule
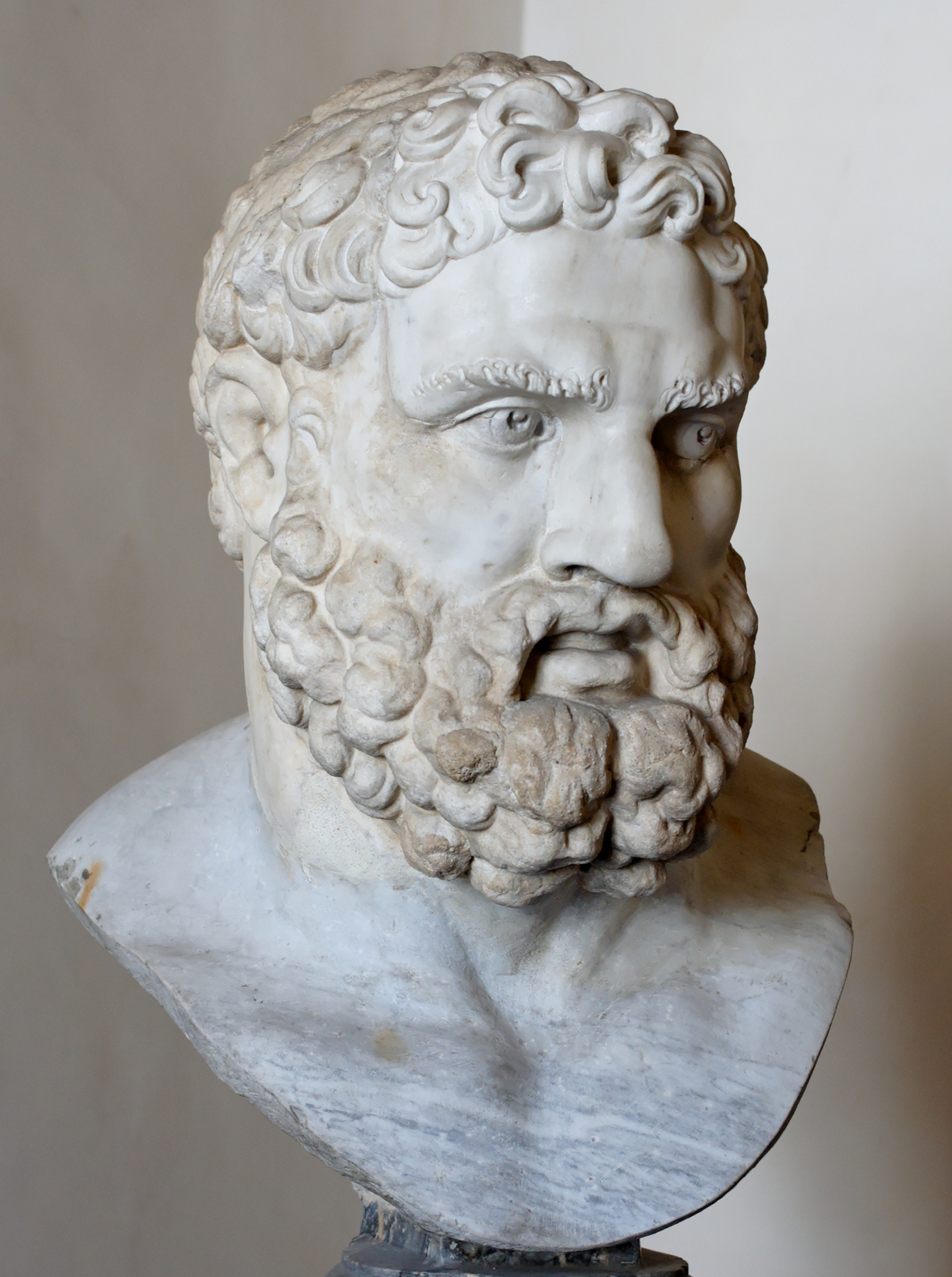
Hercule Farnèse
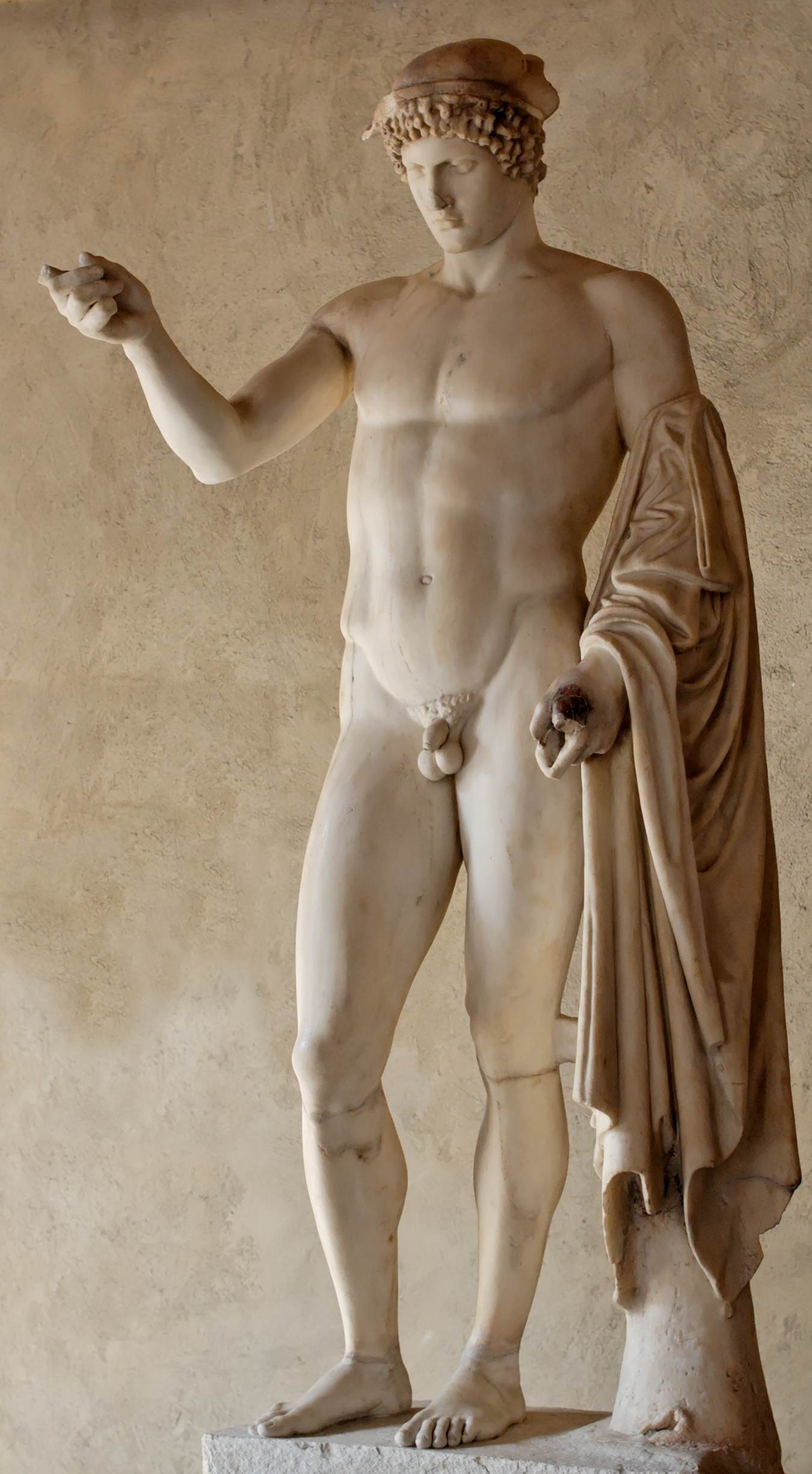
Hermès Logios
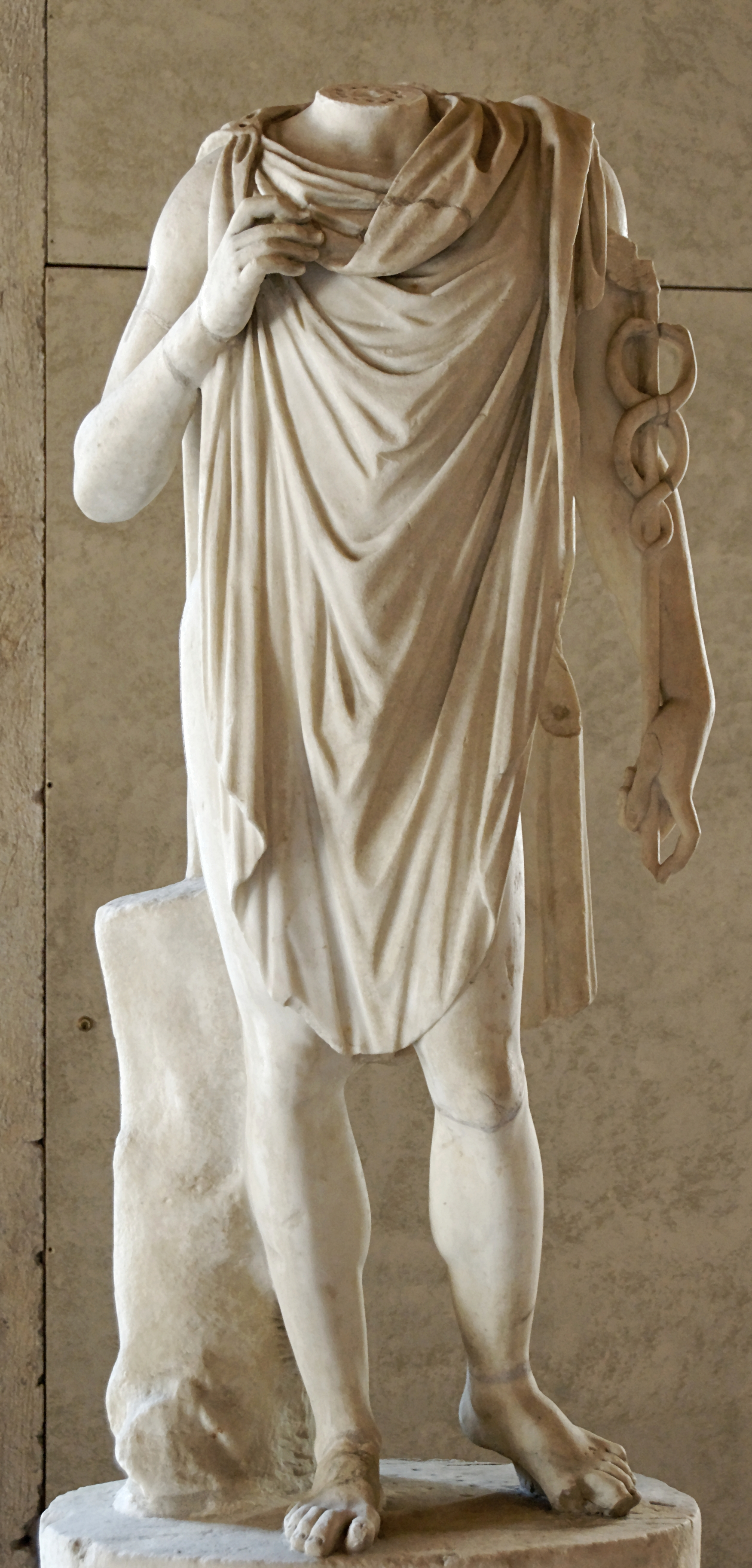
Hermès
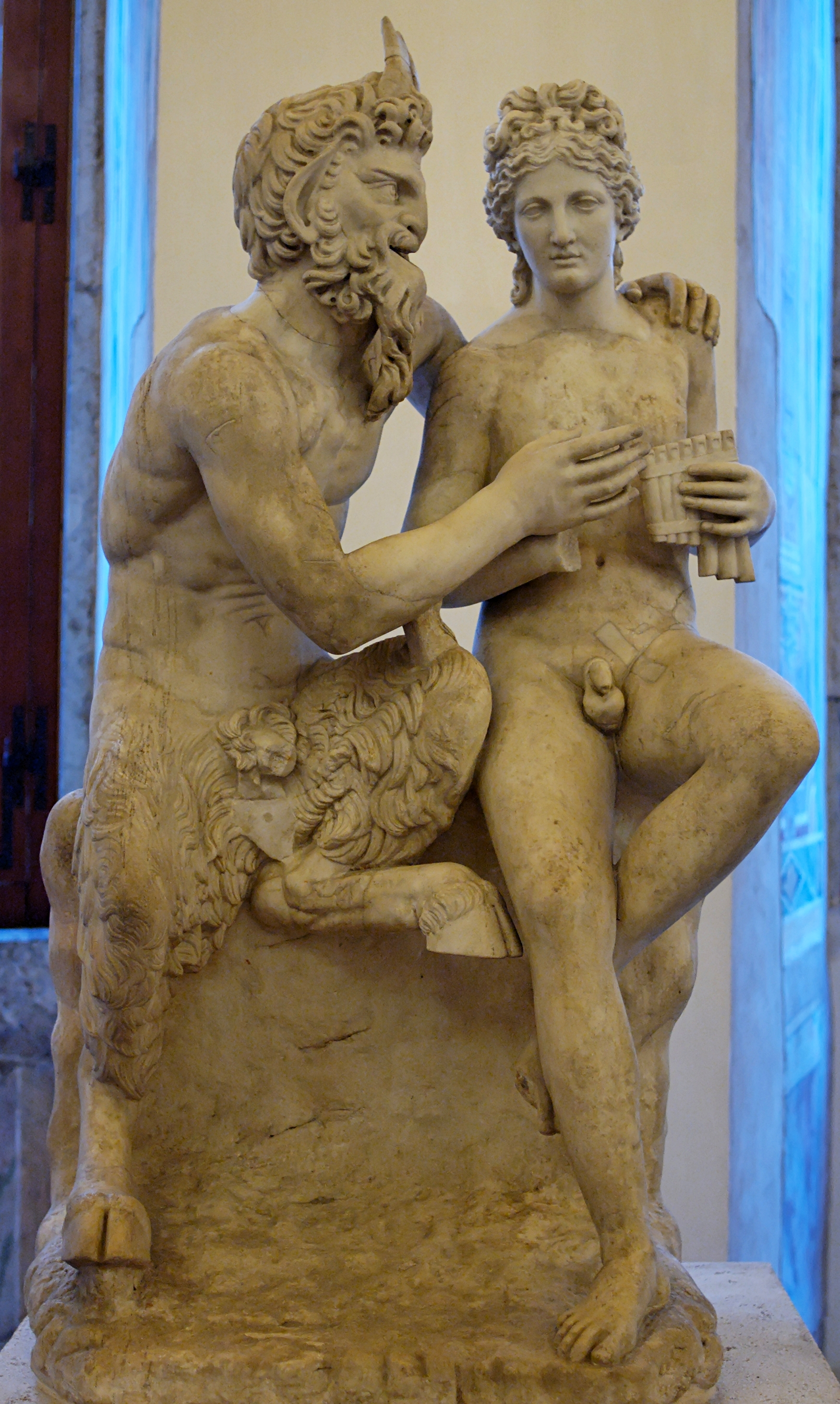
Pan et Daphnis
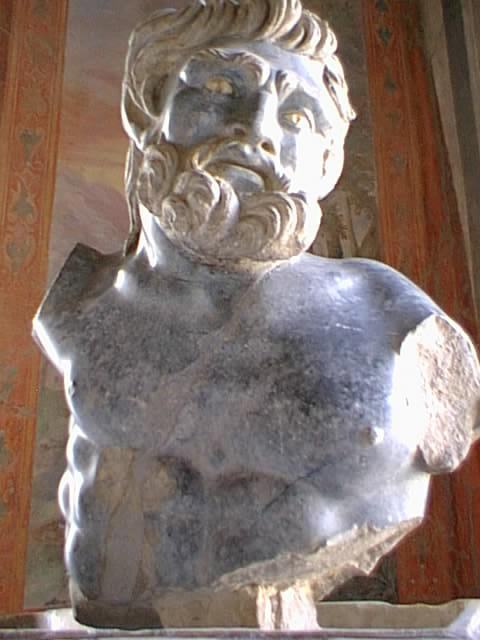
Satyre
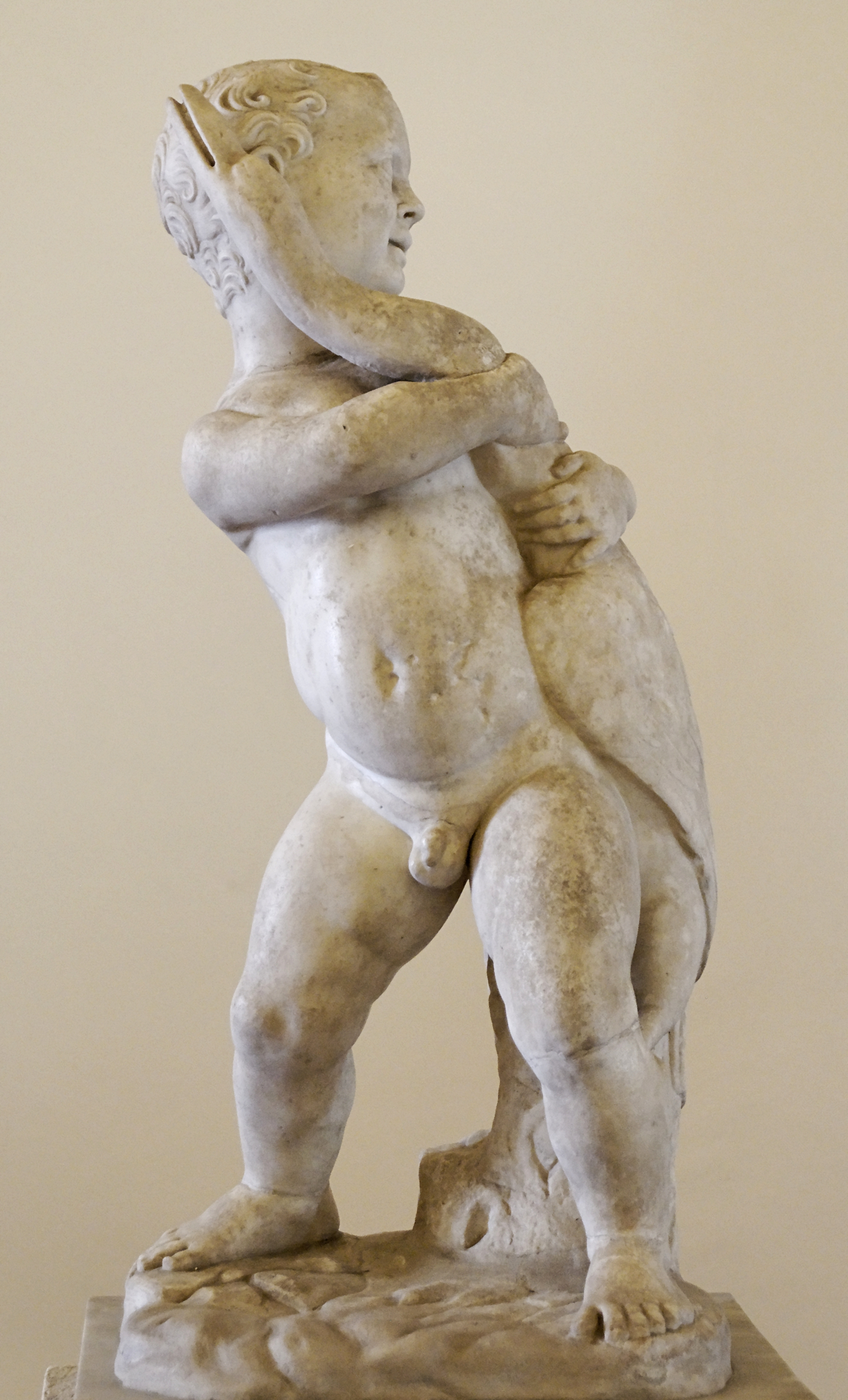
Petit enfant à l'oie
Celte Ludovisi et sa femme
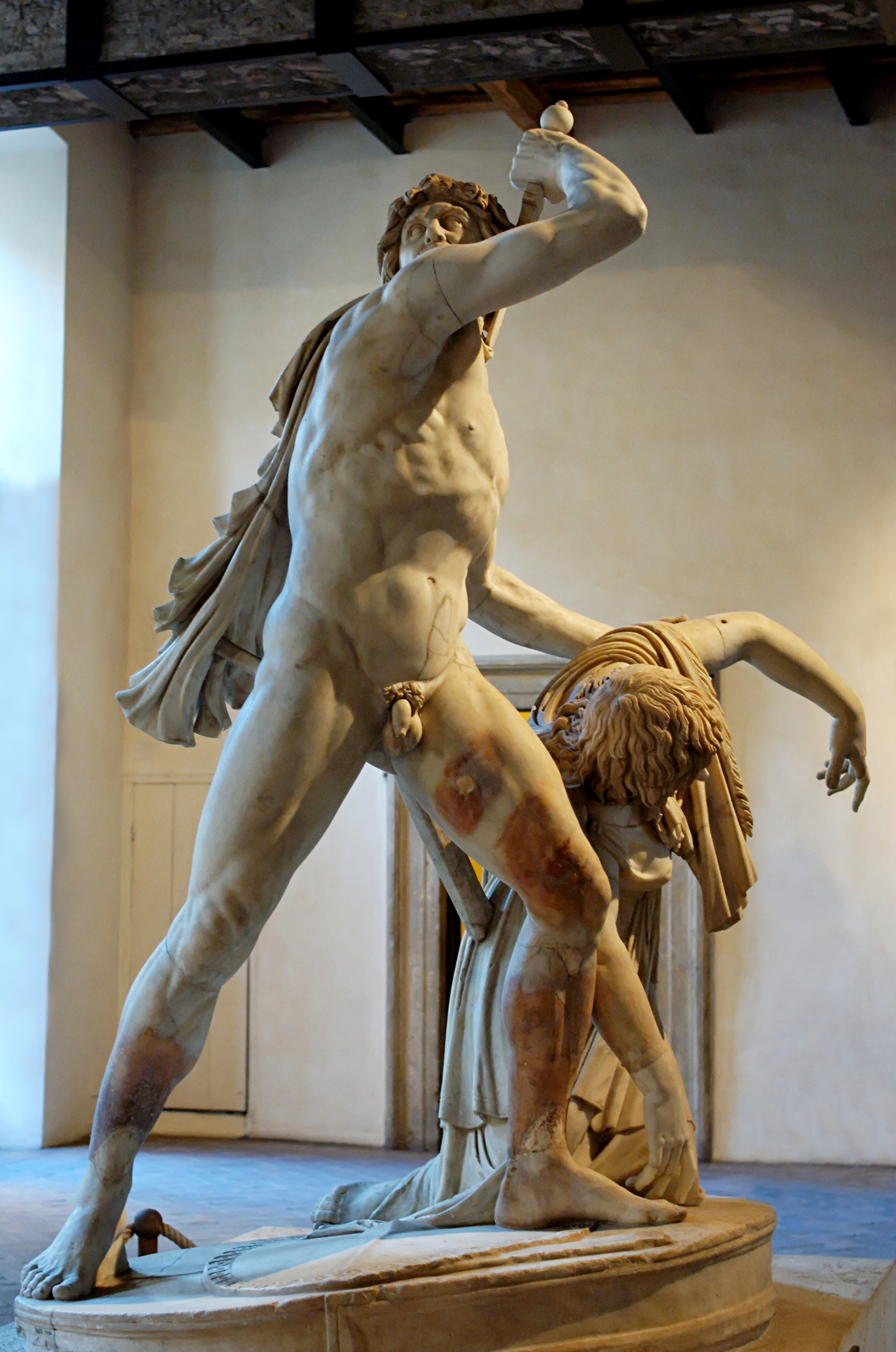
Celte Ludovisi et sa femme
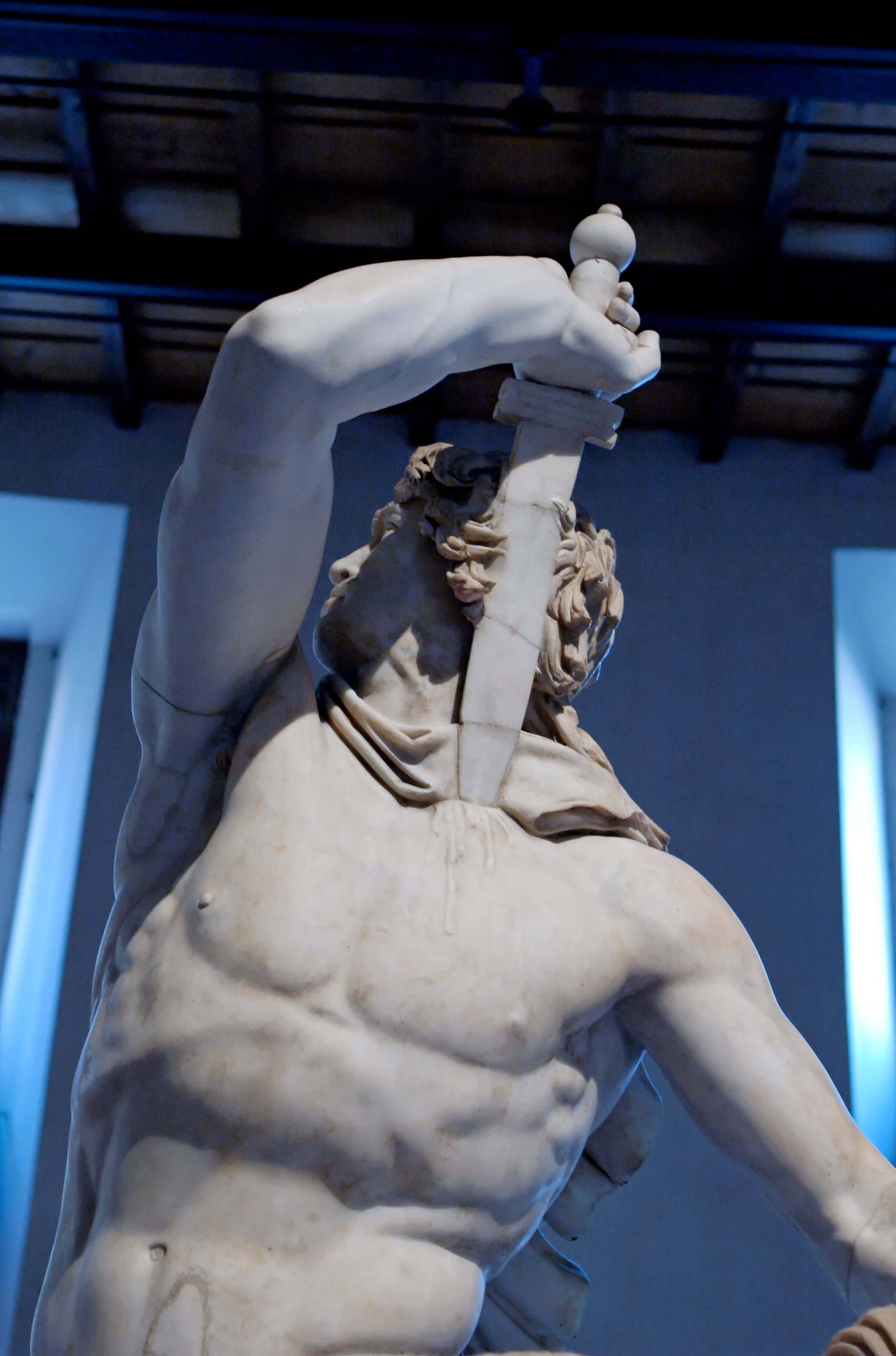
Celte Ludovisi et sa femme (détail)
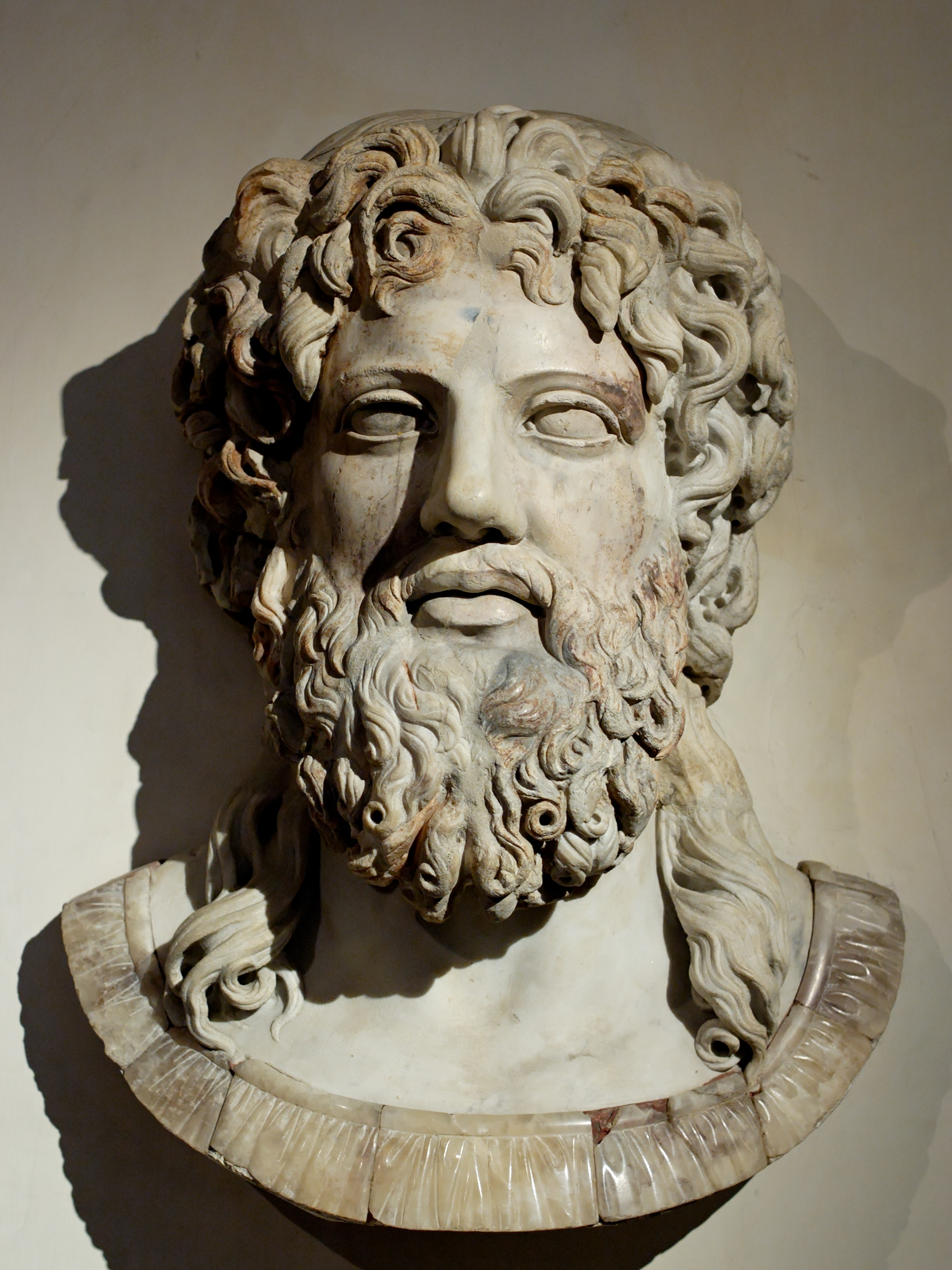
Zeus
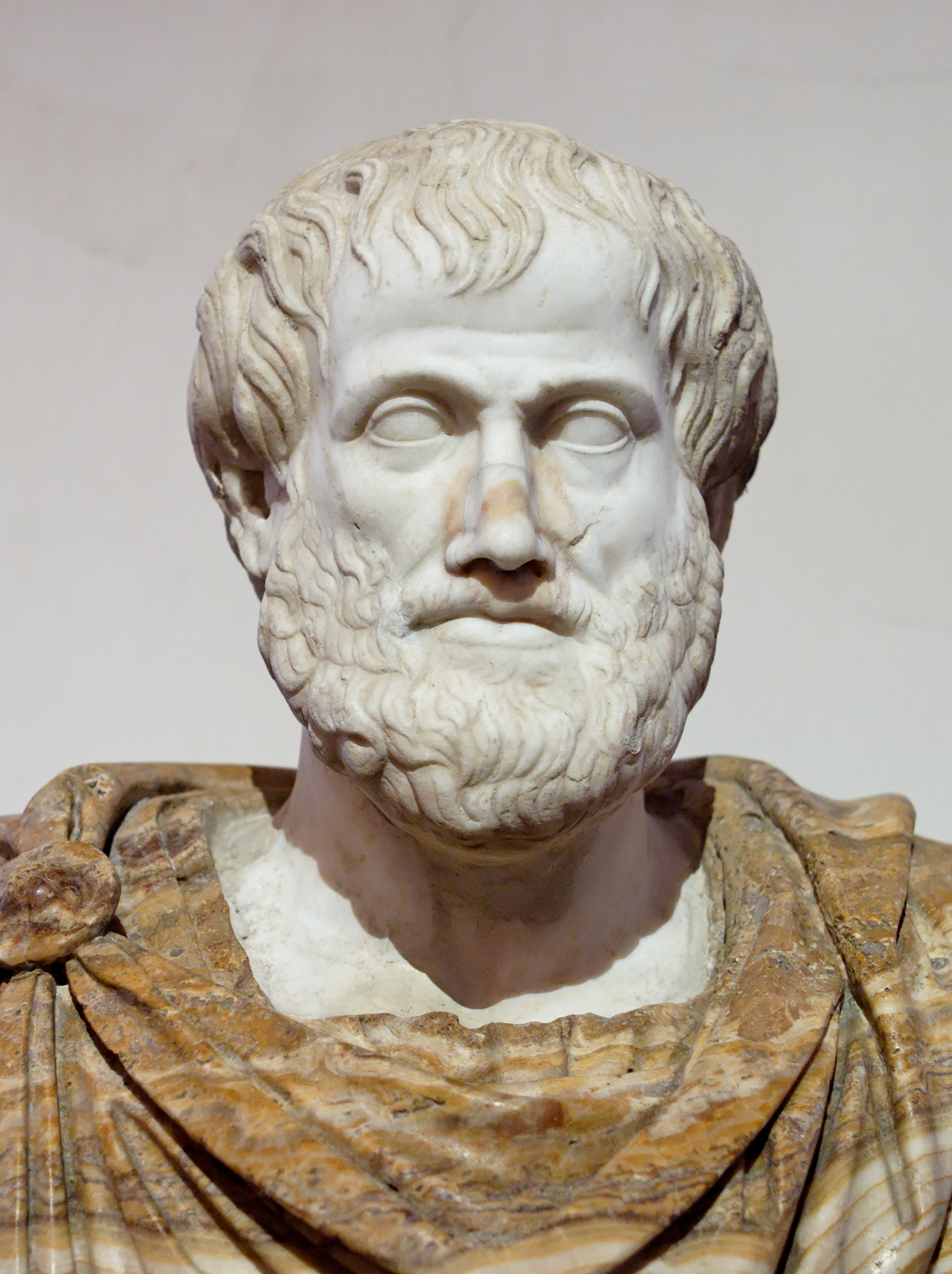
Aristote
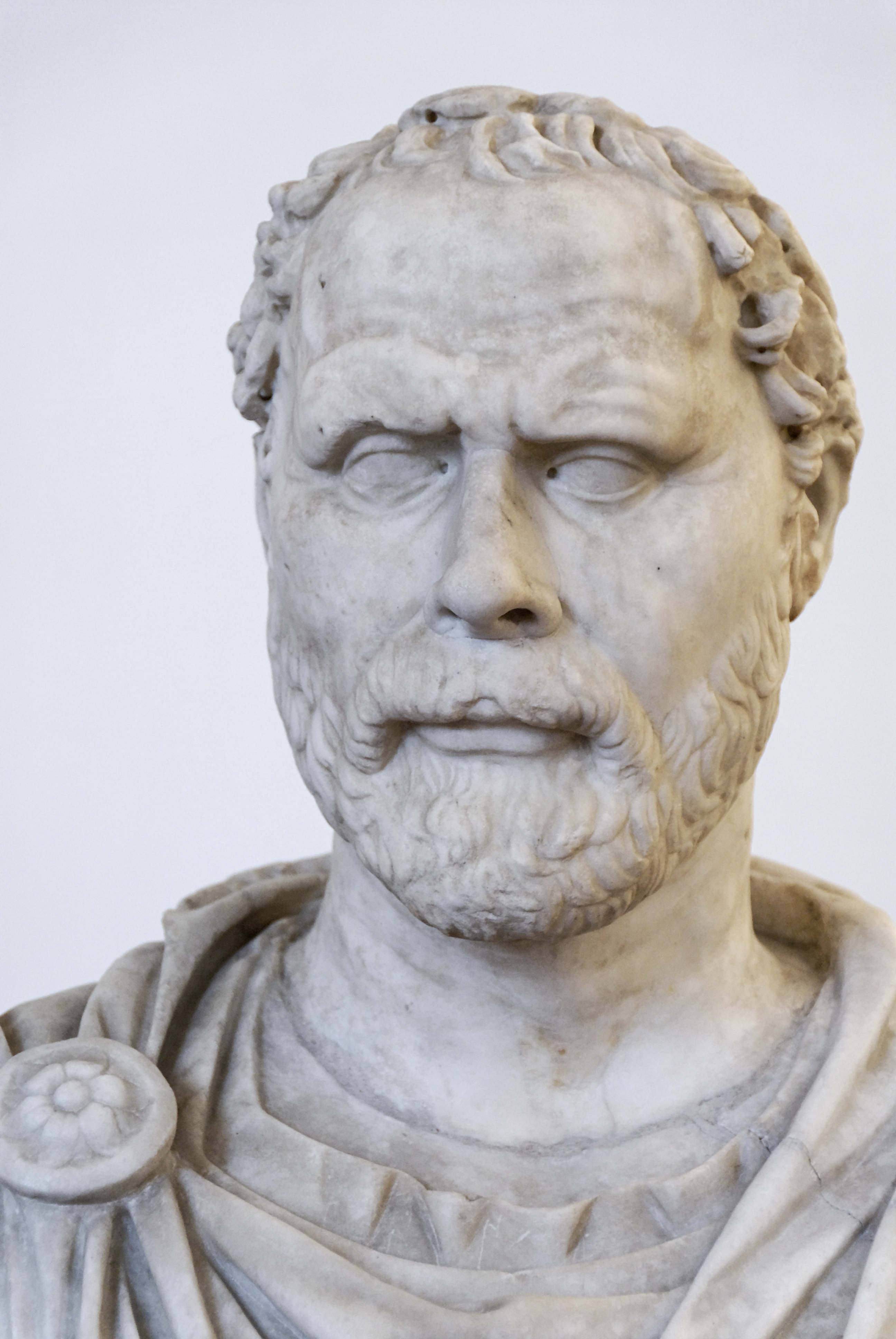
Démosthène